# Ober-Ramstadt

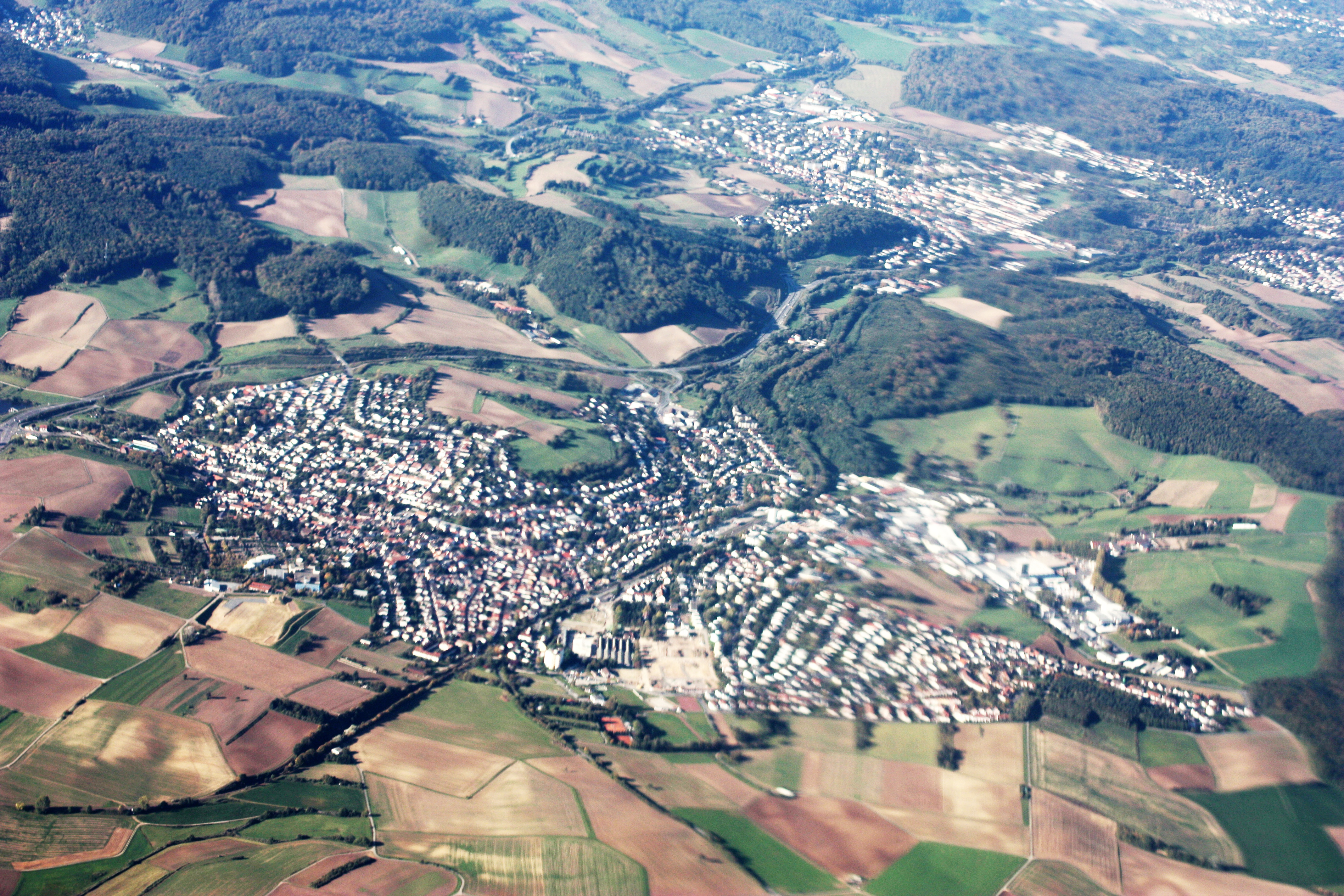
Luftaufnahme von Ober-Ramstadt

Ober-Ramstadt (im lokalen Dialekt: Owwe-Ramschd) ist eine Stadt im südhessischen Landkreis Darmstadt-Dieburg.

## Geographie

### Geographische Lage

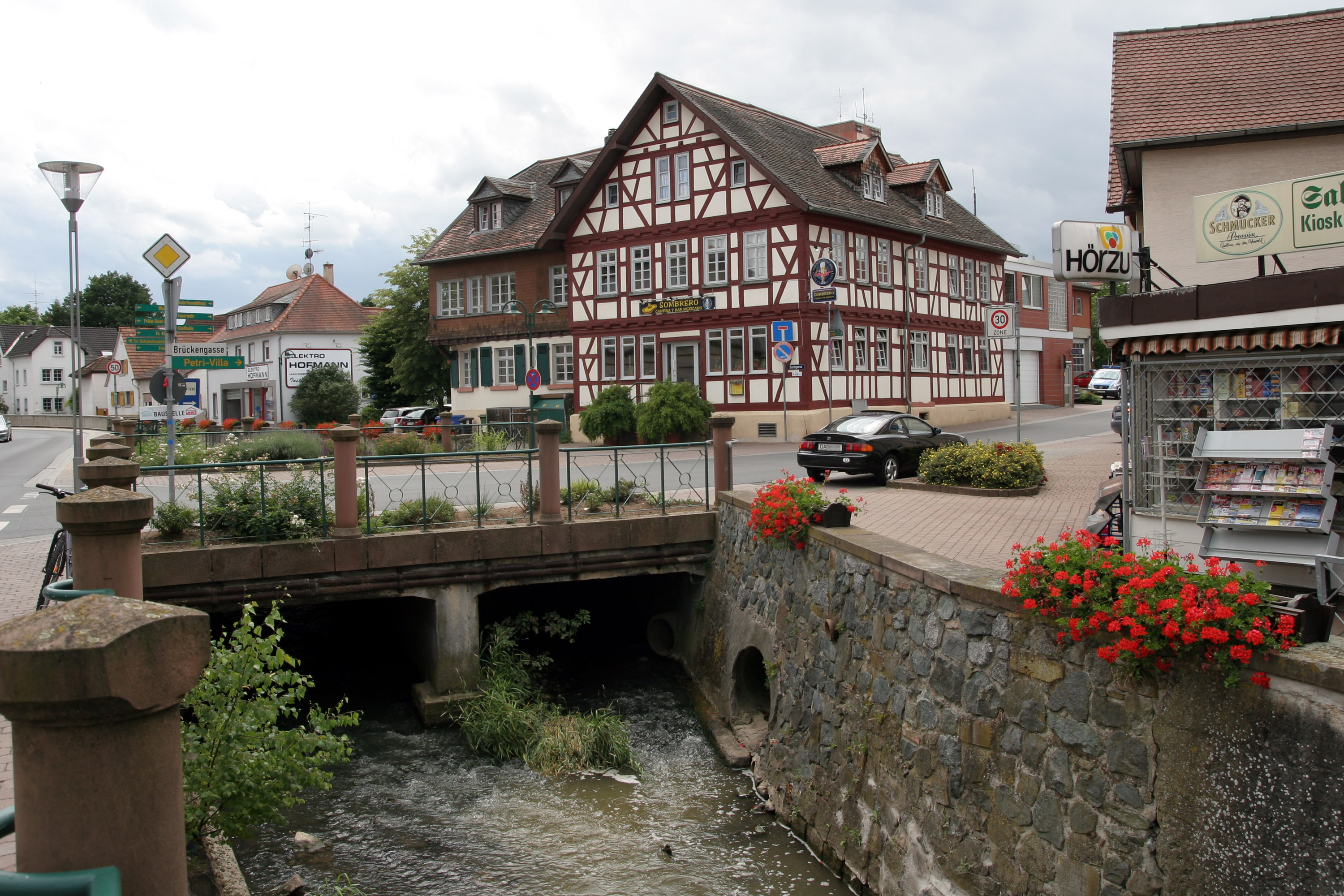
Die Modau in Ober-Ramstadt

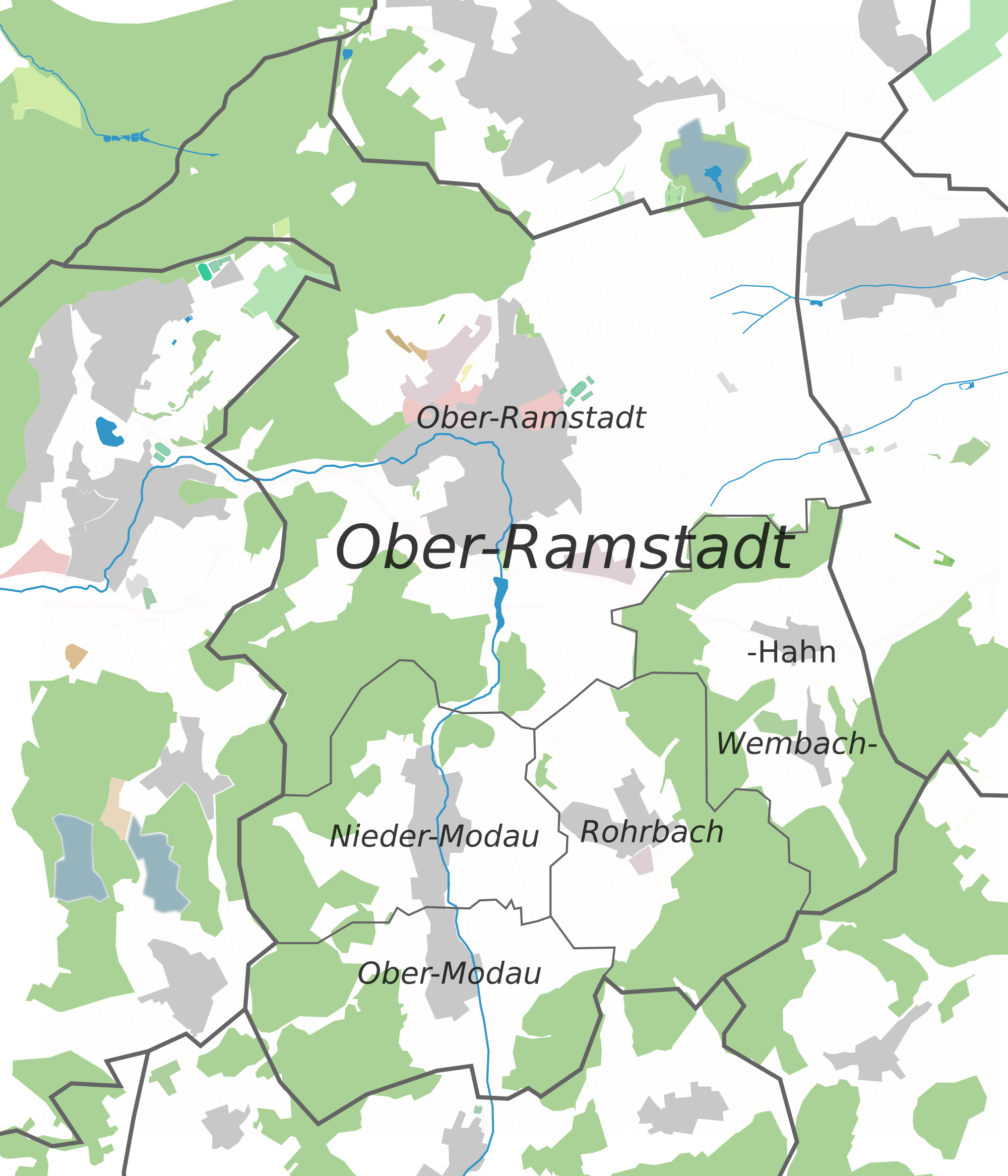
Ober-Ramstadt und seine Stadtteile

Ober-Ramstadt liegt etwa 10 km südöstlich von Darmstadt an der B 426 im vorderen Odenwald.
Am Bach „Modau“, der durch Ober-Ramstadt fließt und Anfang des 14. Jhd. auch Drusbach hieß, liegt das Hochwasserrückhaltebecken Ober-Ramstadt, das einen drei Hektar großen Stausee bildet. Die höchste Erhebung in der Gemarkung ist der 337 m ü. NHN liegende „Hoher Rodberg“. Über diesen Höhenrücken führt die Hohe Straße, eine alte Verbindung, die wahrscheinlich von Dieburg über Ober-Ramstadt in Richtung Bergstraße führte.

### Nachbargemeinden
Ober-Ramstadt grenzt im Norden an die Gemeinde Roßdorf, im Osten an die Stadt Reinheim, im Südosten an die Stadt Groß-Bieberau, im Süden an die Gemeinde Modautal, im Westen an die Gemeinde Mühltal (deren Ortsteil Nieder-Ramstadt den Namenszusatz von Ober-Ramstadt bedingt) sowie im Nordwesten an die kreisfreie Stadt Darmstadt.

### Gliederung
Zur Stadt gehören seit 1977 neben der Kernstadt Ober-Ramstadt 15.574 Einwohner (Stand: 30. Juni 2017) der aus den zwei Ortsteilen Ober- und Nieder-Modau bestehende Stadtteil Modau, 2559 Einwohner (Stand: 30. Juni 20) und Wembach-Hahn, 1040 Einwohner (Stand: 30. Juni 2017). Bereits 1972 schloss sich Rohrbach, 1364 Einwohner (Stand: 30. Juni 2017), freiwillig an.

### Fläche und Nutzung
Von der Gesamtfläche des Stadtgebiets von knapp 4200 ha entfallen auf die Kernstadt 2251 ha, auf die Stadtteile Modau 934 ha, Rohrbach 489 ha und Wembach-Hahn 512 ha. Die Fläche wird zu jeweils gut 40 % land- und forstwirtschaftlich genutzt. Verkehrs- und Gebäudeflächen haben einen Anteil von jeweils gut 7 %.

## Geschichte

### Ur- und Frühgeschichte, Römerzeit, bis 500 n. Chr.
Bereits aus der Jungsteinzeit (5000–2000 v. Chr.) finden sich erste Spuren in der Ober-Ramstädter Gemarkung. Von 1963 bis 1965 wurden sechs Hügelgräber An der Ludwigseiche nördlich des Kuhfalltor erforscht. Im angrenzenden Geisenwald befinden sich etwa 18 große und kleinere Hügelgräber mit deutlichen Spuren früherer Ausgrabungen. Die Gräber stammen wahrscheinlich aus der Hallstattzeit (ca. 800–550 v. Chr.) 1964 wurden „Im Goldgrund“ (Buchenhof) Grabungen durchgeführt und die Reste einer Ansiedlung aus der Zeit der Bandkeramik (etwa 2200 v. Chr.) gefunden. Vor Beginn der Arbeiten an der Umgehungsstraße wurden 1997/98 archäologische Grabungen im Gewann „Hinter dem Büche / Faulbach“, unweit des „Michaelshof“ durchgeführt. Gefunden wurden ein Axt-Stück und eine dreieckige Speerspitze aus Feuerstein aus der Jungsteinzeit. Weiterhin fand man Reste einer spätbronzezeitlichen Siedlungsstelle mit teilweise gut erhaltenen Strukturen. In den Abbruchresten einer römischen Villa (200 n. Chr.) wurden hunderte von Scherben, Nägeln und Reste von Krügen gefunden, darunter auch eine Amphore. Weiterhin kamen Reste einer römischen Ofenanlage zu Tage. Dieser Befund ist einzigartig, zu dem es bislang noch keine bekannten Vergleichsbeispiele gibt. 50 Prozent der Funde im Grabungsbereich stammten aus der späten Bronzezeit (1300–800 v. Chr.). Ebenfalls nahezu 50 Prozent des Fundmaterials datiert in die römische Kaiserzeit (27 v. Chr. – 284 n. Chr.). 

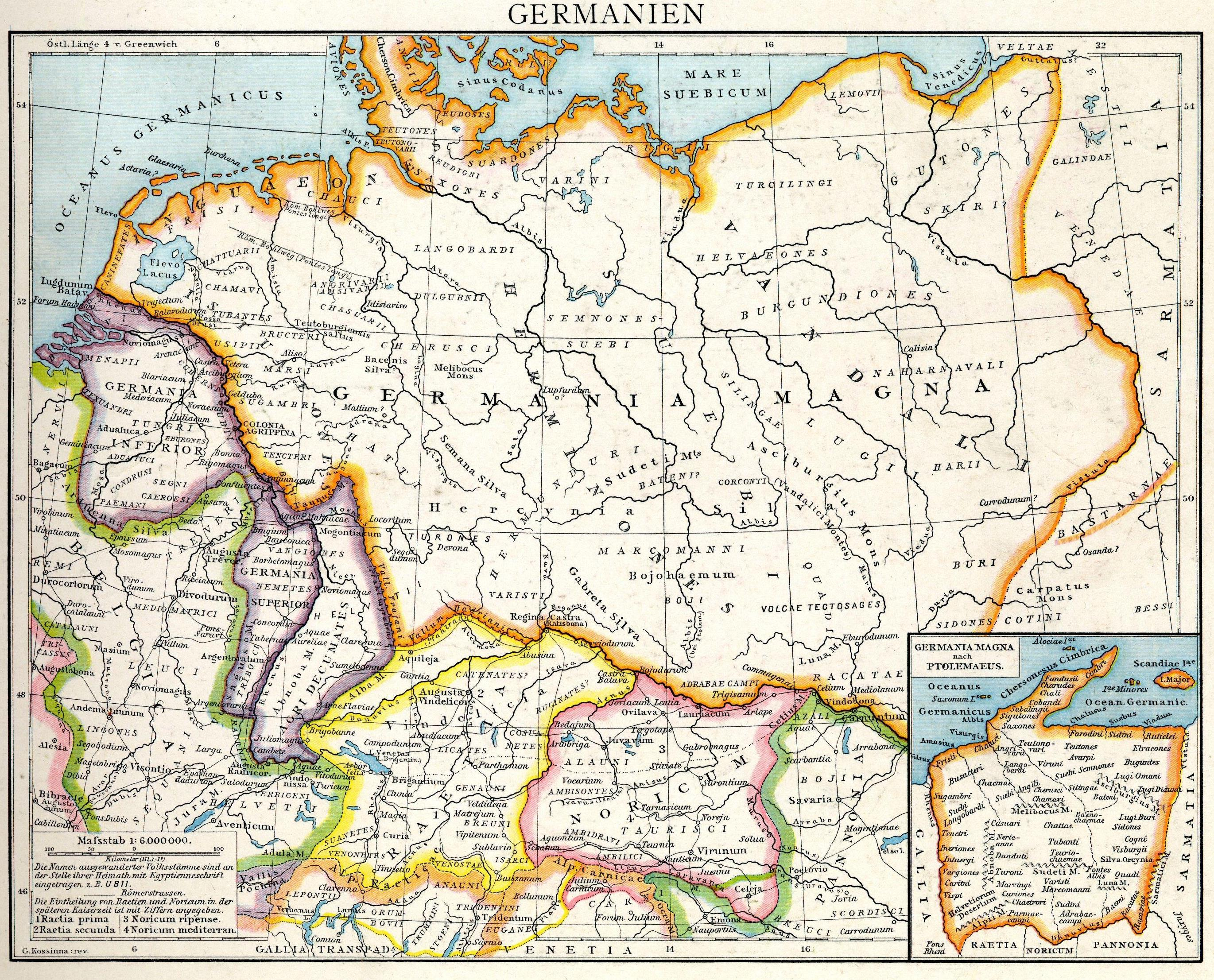
Germanien zur Römerzeit.
Droysen: Historischer Handatlas, 1886

 Im Jahr 2020 wurden im Rahmen der Bauarbeiten am Windpark Silberberg an den Zufahrtswegen Ecke Kreuzstraße/Bodenäckerweg Scherben aus der Spätbronzezeit (1300–800 v. Chr.) gefunden. Insgesamt handelte es sich um 3.739 Einzelstücke, 75 Prozent des Fundmaterials war Gefäßkeramik.

In der Heyerstraße 8 wurde 1959 ein römerzeitliches Brandgrab (150–180 n. Chr.) mit reicher Ausstattung (15 Gefäße, darunter eine kleine Glasflasche) beim Aushub einer Baugrube gefunden. Das Grab gehörte offenbar zu dem 1970 entdecken Fundplatz auf dem Gelände Am Schwimmbad 7 und Lichtenbergstraße 24/26 (Fundamentmauerwerk, Ziegel, Abfallgrube, bisher noch wenig römische Keramik – Terra Nigra). 1967/68 wurden in der Flur „Ober der Pfingstweide“ die Fundamente eines römischen Gutshofs (Villa rustica) freigelegt. Die Masse des keramischen Materials wurde der Mitte des zweiten bis zur Mitte des dritten Jahrhunderts n. Chr. zugeordnet. Um 1787 wurden hier viele Fundament-Mauern ausgebrochen und die Steine, die durch einen guten Mörtel verbunden waren, zur Ausbesserung des angrenzenden Alter Darmstädter Weg verwendet. Der Flurname Pfingstweide bedeutet ein bis Pfingsten gehegtes, dann beweidetes Grundstück. Der ehemalige Standort der Villa rustica befindet sich heute im Betriebsgelände der Deutschen Amphibolin-Werke. Der südhessische Raum gehörte in römischer Zeit zur Civitas Auderiensium in der Provinz Germania superior. 

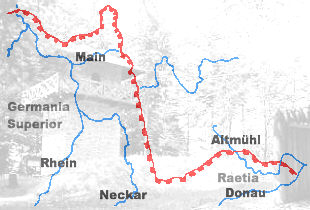
Die Civitas Auderiensium lag westlich des Limes (rote Linie) und südlich des Mains

 Für den Odenwald muss nach derzeitigem Kenntnisstand davon ausgegangen werden, dass die Römer ein relativ unbesiedeltes Land vorfanden.

### Mittelalter 500–1500
Die Gründung von Ober-Ramstadt lässt sich überwiegend der fränkischen Hauptsiedlungsperiode vom 5. bis in das 8. Jahrhundert zuordnen. Dies belegen Ortsnamenendungen wie -heim, -statt/stadt, -felden, -brücken, -hausen/husen, -rod, und -weiler/wiler. Ober-Ramstadt ist vermutlich aus zwei voneinander rund 500 m entfernt gelegenen fränkischen Gehöft-Gruppen hervorgegangen. Die eine könnte auf dem hochwasserfreien Höhenrücken zwischen Alicestraße und Untere Adlergasse gelegen haben, denn dort konnte eine Römerstraße erschlossen werden. Die andere zweifellos bedeutendere Ansiedlung lag unterhalb der evangelischen Kirche. Die gewaltige acht Meter hohe Mauer, die die Kirche und den Kirchhof umgibt, deutet auf einen frühmittelalterlichen Königshof (Reisestation) hin. Scherben und Mauerfunde bei Ausgrabungen belegen karolingischen Ursprung um ca. 900 n. Chr. und auch römerzeitliche Funde. Eine weitere Kernzelle von Ober-Ramstadt dürfte die Wildhube gewesen sein, die zum Wildbann Dreieich gehörte, der erstmals 843 urkundlich erwähnt wurde. Die Wildhube, zu ihr gehörte vermutlich eine Eigenkirche, hatte für die mittelalterliche Entwicklung von Ober-Ramstadt große Bedeutung gehabt. Die Wildhube könnte ein Fronhof gewesen sein. Noch heute wird unterhalb der Friedhofsgärtnerei das Gelände als Frondwiese bezeichnet. Die Lage der Wildhube ist nicht bekannt. Vermutlich handelt es sich um den Hof hinter der Kirche, der 1403 in einer katzenelnbogischen Urkunde verzeichnet ist. Auf den Höfen der Hübner lastete auch die Beherbergungspflicht für den anreisenden Herrscher und seine Jagdbegleitung. 1972 wurden in der Nordost-Ecke des Friedhof (2) Kellergewölbe entdeckt, die im Zusammenhang mit dem Hof stehen könnten.

Westfranken (Francia Occidentalis) und Ostfranken (Francia Orientalis) um das Jahr 1000

Von der fränkischen Zentralgewalt (den Karolingern) war vier Benediktinerklöstern die Aufgabe zugewiesen worden, das unbesiedelte Waldgebiet Odenwald zu erschließen: dem Kloster Lorsch von Westen her, dem Kloster Fulda von Norden, dem Kloster Amorbach von Osten und dem Kloster Mosbach von Süden. Der nordwestliche Teil des Odenwaldes war bereits zu Beginn des 9. Jahrhunderts vorwiegend in des Reiches Hand und gehörte niemals den oben genannten Reichsklöstern. Die umliegenden Wälder gehörten zum kaiserlichen Wildbann Dreieich. Der Wildbann war ein reines Hoheitsrecht, das den Grundbesitz fremder Grundherren überlagerte. Innerhalb der Dreieich hatten der Kaiser und sein Vogt von Hagen-Münzenberg das alleinige Recht zu jagen und Rodungssiedlungen anzulegen. Aus einer Niederschrift vom Jahre 1338 ist bekannt, dass in Ober-Ramstadt eine von dreißig Wildhuben unterhalten wurde. Das Weistum von 1338 bestätigt auch, dass noch in der ersten Hälfte des 14. Jahrhunderts die Nachkommen der Münzenberger die Vogtei im Forst Dreieich, in dem Ober-Ramstadt lag, als Reichslehen innehatte. Im Lehnsrevers von 1512 wird vermerkt, dass über eine Wildhube in Ober-Ramstadt und zum Hayne [Hahn] nicht mehr bekannt ist, als dass jährlich an Martini (11. Nov.) elf Malter Wildhafer (an den König) und ein Schreib-Schilling (an Langen) zum Hain in die Dreieich zu liefern sei.
König Heinrich II. übertrug 1002 den Comitat Bessungen, zu dem Ober-Ramstadt vermutlich gehörte und der ein Bestandteil des Königshofes Gerau war, dem Bistum Worms, dann 1009 dem Hochstift Bamberg und schließlich am 21. Juni 1013 dem Hochstift Würzburg. So geriet Ober-Ramstadt unter Würzburgische Herrschaft. Die Fürstbischöfe übten jedoch lediglich die oberlehensherrlichen Rechte aus. Im 12. Jhd. wurde der Wildbann Forehahi aufgeteilt, der südliche Teil kam an die Kurpfalz, der mittlere Teil an das Kloster Lorsch und der nördliche Teil an Bickenbach (Wolfskehlen) und Katzenelnbogen. Das Gebiet um Darmstadt wurde im frühen 12. Jahrhundert von den Herren von Hagen-Münzenberg und den Herren von Dornberg verwaltet. Sie waren Untervögte der Grafen von Henneberg. Diese wiederum waren Vögte der Bischöfe von Würzburg. 1222 wurden die Besitzrechte der reichsunmittelbaren Grafschaft Katzenelnbogen (1095–1479) um Darmstadt-Bessungen als Würzburger Lehen bestätigt, und 1257 erwarb Diether V. von Katzenelnbogen Schloss Dornberg bei Groß-Gerau. 1257 erlosch das Geschlecht der Herren von Dornberg im Mannesstamm. Der Bischof von Würzburg verlieh 1259 den Königshof Gerau mit Bessungen an die Grafschaft Katzenelnbogen. Mit ihrem hiesigen Lehnsgut sind die Grafen von Katzenelnbogen umgegangen, als ob es Privateigentum wäre; einzelne Lehnsstücke wurden verkauft, verpfändet oder Verwandten zum Gebrauch überlassen. Dem Hochstift Würzburg als dem Eigentümer im juristischen Sinne blieb stets nur übrig, den eigenwilligen Umgang ihrer Vögte mit diesem Kirchengut in förmlichen Zustimmungserklärungen gutzuheißen.
Um 1260 teilten sich die Brüder Diether V. und Eberhard I. die Grafschaft. Diether (ältere Linie) erhielt zur Nutznießung die Niedergrafschaft Katzenelnbogen mit der Stammburg und Zwingenberg. Eberhard (jüngere Linie) erhielt zur Nutznießung die Obergrafschaft Katzenelnbogen mit den Burgen Auerbach und Dornberg. Burg Hohenstein blieb beiden gemeinsam und diente der jüngeren Linie ab 1260 als Residenz. 1265 wurde der Versuch der Brüder Diether V. und Eberhard I., sich das Jagdrecht in der Dreieich anzumaßen, von den münzenbergischen Erben zurückgewiesen. Graf Eberhard I. erwarb 1270 aus der Erbschaft Gerhards von Eppstein-Braubach Rechte in zahlreichen Orten, vornehmlich am unteren Main. In der Urkunde der Stadtrechtsverleihung/Marktrecht wird Ober-Ramstadt 1310 als Ramstat bezeichnet. Allerdings erscheinen schon ab dem Jahre 1222 in Katzenelnbogener Urkunden Personen mit dem Zusatz von Ramstadt und in einem Teilungsvertrag aus dem Jahre 1306 ist ein Gut zu Ober-Ramstadt erwähnt. Dieses Gut gehörte zum Besitz von Elisabeth von Nassau (1225–1295), Witwe von Graf Gerhard III. von Eppstein-Braubach, dem Schwiegervater von Eberhard I. von Katzenelnbogen.
Der deutsche König Heinrich VII. hatte dem Grafen Eberhard I. von Katzenelnbogen, Sohn Diethers IV. von Katzenelnbogen, für dessen Oppidum (kleine stadtähnliche Siedlung) Ober-Ramstadt am 22. Juli 1310 das Stadtrecht/Marktrecht verliehen. Der Graf erhielt dieses Privileg für seine Tätigkeit als Ratgeber und Diplomat im Dienste von drei deutschen Königen, Rudolf I., Adolf von Nassau (Neffe von Eberhard I.) und Albrecht I. So konnte er seine Besitzansprüche im nordwestlichen Odenwald, der niemals im Besitz der Reichsklöster Lorsch und Fulda war, weiter ausbauen und gegen die rivalisierenden Territorialherren der Umgebung verteidigen. Ober-Ramstadt durfte sich in allem der gleichen Freiheiten und Rechte erfreuen, deren sich unser städtische Gemeinde Frankfurt bekanntermaßen erfreut, heißt es in der Urkunde. Dazu zählte das Recht zur Befestigung des Ortes mit einer Stadtmauer und das volle Stadtrecht. Weiterhin die Abhaltung eines Marktes donnerstags. Die Begrenzung des damaligen Ober-Ramstadt bildeten bis zum 17. Jahrhundert wahrscheinlich der Abhang unterhalb der Schafgrabengasse, der Haggraben (die heutige Grabengasse, gen. Haingraben), die Kirchhofsmauer und die Modau. Es gab drei Zugänge zum Ort. Nur 1319 wird eine Mark Ober-Ramstadt genannt, die seit dem 14. Jahrhundert fest in Katzenelnbogener Hand bezeugt ist. Ihr Umfang lässt sich nur erschließen; sie muss im Westen von der Pfungstädter-, im Süden von der Rodensteiner-, im Osten von der Umstädter- und im Norden von der Dieburger Mark begrenzt worden sein. Ob nun allerdings wirklich ein Wochenmarkt abgehalten wurde, ist nicht bekannt. Von 1538 bis 1600 hatte Ober-Ramstadt wenigstens einen „Gefreiten Jahrmarkt“ auf Martini (11. November).
Der Großteil der Bevölkerung ernährte sich weiter von der Landwirtschaft, wobei sie dem Grafen auf dessen Feldern auch Frondienste leisten mussten, denn Höfe, die besonders gute Erträge versprachen, bewirtschaftete die gräfliche Verwaltung. Für 1326 (1403) lässt sich ein solcher Herrenhof oberhalb der Kirche („gelegen hinder der kirchen“) nachweisen. Genannt werden noch die Höfe „in der gruben vnd der dritte heißet der nider hofe“. Weitere Höfe waren der Herzog-, Rodenberger-, Ketzfeder-, Eigelmann-, Schmarz-, Heinz Peter- und Culmannshof. Getreide wurde angebaut; Schafe versorgten die Bevölkerung mit Milch, Fleisch und Wolle. Die gräfliche Schäferei von Ober-Ramstadt wird erstmals 1451 erwähnt und hatte z. B. Ende des Jahres 1465 einen Bestand von 704 Stück. Einige Handwerker gab es, wie hundert Jahre später die Steuerlisten der Grafen beweisen. Darin wird Ober-Ramstadt im Übrigen als Dorf bezeichnet, was den Schluss nahelegt, dass die Vorteile der Stadtrechte/Marktrechte nicht genutzt wurden. Dazu könnte der Tod des Grafen Eberhard I. bereits ein Jahr nach der Verleihung beigetragen haben und die von ihm angestrebte Stadtrechtsverleihung wurde nie rechtswirksam. Aber: Der Grund ist vielmehr wie bei der Fülle anderer derartiger missglückter Versuche des beginnenden 14. Jahrhunderts darin zu suchen, dass die Höchstzahl lebensfähiger wahrer Städte bereits erreicht war. In unserem Fall lagen die Städte Reinheim und Dieburg zu nahe, auch sollte bald Darmstadt als neuer Verwaltungsmittelpunkt, bei einer verkehrsmäßig doch besseren Lage, sich als dritte Konkurrentin im rechtlichen und faktischen zu einer Stadt entwickeln.
Nach dem Tod Eberhards I. im Jahre 1311 und seines drittältesten Sohnes Gerhard (1293–1312) teilten (mutschierten) sich 1318 die Grafen Berthold III. (jüngster Sohn Eberhards I.) und Eberhard II. (Enkel Eberhards I.) die Besitztümer der Obergrafschaft. Diese Mutschierung (Erhaltung des Gesamteigentums mit geteilter Nutzung) erfolgte erst nach Zustimmung von Graf Bertholds Frau Adelheid von Sayn und Graf Eberhards Mutter Margarethe von der Mark; Ober-Ramstadt fiel Berthold III. († 1321) zu. König Ludwig der Bayer bestätigte 1315 Berthold III. von Katzenelnbogen alle Privilegien, die sein Vater Eberhard I. von Ludwigs Vorgängern erhalten hatte. Ihm folgte sein Sohn Eberhard III. († 1328), seit 1324 im Dienst von König Johann von Böhmen, und sein Enkelsohn Eberhard IV., der 1354 (unvermählt) starb. Seine Grundherrschaft ging deshalb an seinen Großcousin Diether VIII. von Katzenelnbogen über. Dadurch wurde die Obergrafschaft Katzenelnbogen 1354 wieder vereint.

Wappen von Eberhard IV. von Katzenelnbogen

Erzbischof Balduin von Trier, Administrator des Mainzer Stifts, teilt im Oktober 1332 dem Hartmodus von Florstadt, Vikar in der Mainzer Kirche, mit, dass er die Beschlagnahme der Einkünfte (sequestrum auctoritate nostra [c] positum in fructus) der Kirche von Ramstadt, Mainzer Diözese, die „ratione Hermanni de Hoinsteyn, pastoris eiusdem, non residentis“ erfolgt war, für das laufende Jahr aufhebe (relaxamus).
Erzbischof Heinrich III. von Mainz hob 1342 die über den Pastor zu Ober-Ramstadt und dessen Vikar verhängten Strafen der Suspension und des Interdikts auf. An Ostern 1349 erreichte die Pest, von Südeuropa kommend, das Rhein-Main-Gebiet. Ein schweres Erdbeben am 18. Oktober 1356 im Oberrheingraben richtete in vielen Dörfern der Obergrafschaft schwere Schäden an; auf Schloss Auerbach stürzte der Bergfried ein. Wegen der erheblichen Kosten des Wiederaufbaus musste Diether VIII. von Katzenelnbogen neben Ober-Ramstadt verschiedene Dörfer, die er zwischen Rhein, Main und Neckar besaß, 1384 an seinen Schwager, den Erzbischof von Mainz, Adolf von Nassau-Wiesbaden-Idstein, für 500 Gulden verpfänden (doch findet sich von der Ausübung dieser Pfandschaftsrechte keine Spur). 1368 fand ein Benefizientausch statt; dem Gerhard von Katzenelnbogen (er hatte in Nieder-Modau für die Dienstverrichtung einen Pleban eingesetzt) wurde die Kirche in Ober-Ramstadt übertragen und Ruprecht von Wetter (Pfarrer in Ober-Ramstadt) erhielt die Kirche in Nieder-Modau. Gerhard von Katzenelnbogen († 1402) wurde 1380 Dompropst zu Speyer.
Durch die Heirat im Jahre 1383 von Anna von Katzenelnbogen und Johann IV. von Katzenelnbogen, Sohn Diethers VIII., wurden 1402 die Ober- und Niedergrafschaft wieder zusammengeführt. Die Erbfolgebestimmungen werden zur Primogenitur ausgebaut. Im Jahre 1403 setzte Johann IV. zur Absicherung des Wittums seiner Stiefmutter, Gräfin Anna von Nassau-Hadamar, Ober-Ramstadt zum Pfand ein. Außerdem hätte Ober-Ramstadt jährlich an Michaelis (29. September) 100 Pfund Frankfurter Währung (=2000 Schilling) und 250 Malter Korn Mainzer Maß als Gülte nach Lichtenberg liefern müssen. Gräfin Anna verstarb am 21. Januar 1404. Im Jahr 1449 übertrug Philipp I. von Katzenelnbogen, genannt der Ältere (* 1402; † 1479), Ober-Ramstadt seinem Sohn Philipp, der Jüngere, (* 1427; † 27. Februar 1453) damit dieser seinen eigenen Hausstand gründen konnte. Nach dem frühen Tode des jüngeren Philipp verschrieb Philipp der Ältere aufgrund seines Ehevertrages mit Anna von Württemberg seiner Frau neben einer jährlichen Rente von 2400 Gulden Burg und Stadt Lichtenberg und andere Orte, darunter auch Ober-Ramstadt, zu lebenslangem Besitz. Philipp der Ältere verpfändete 1457 ein Viertel von Ober-Ramstadt an den Pfalzgrafen Friedrich I.
Ober-Ramstadt gehört zu den älteren Zentorten. Weitere Centbezirke der Obergrafschaft waren die Centen Darmstadt, Rüsselsheim, Erfelden, Zwingenberg, Jugenheim, Pfungstadt und Arheilgen. Die Zent Oberramstadt breitete sich weit über den Rahmen ihrer gleichnamigen Mark aus. Wohl spätestens im 14. Jahrhundert wurden auch die ehemals zur Mark Umstadt gehörenden Orte links der Gersprenz zur Zent Oberramstadt gezogen. Das älteste erhaltene Zentweistum von Ober-Ramstadt wurde im Jahre 1464 verfasst. Der Sitz des Zentgrafen war in Ober-Ramstadt bis ins dritte Viertel des 17. Jahrhunderts und wurde dann nach Reinheim verlegt. Letzter bekannter Zentgraf von Ober-Ramstadt war im Jahr 1798 Carl Joseph Dietz. Der Zentgraf, ursprünglich nur Vorsitzender des Centschöffengerichts, entwickelte sich zu einem landesherrlichen „Beamten“, der auch dem örtlichen Schultheißen Weisungen erteilen konnte.
Lehnsträger in Ober-Ramstadt waren im Spätmittelalter die Familien Kämmerer von Worms, genannt von Dalberg, Johann von Königstein, Friedrich Kuche (von Dornberg), Kalb von Reinheim (die Familie war später Mitglied im Ritterkanton Odenwald), Mosbach-Lindenfels, von Erligheim, Groschlag zu Dieburg, von Bibra, von Wallbrunn, Heinrich Räuber, Werberg von Lindenfels, eine im 15. Jahrhundert zeitweise sehr einflussreiche Familie am Heidelberger Hof, Gayling von Altheim und von Ortenberg. Peter von Windecken wird Ende des Jahres 1452 als Reisiger (bewaffneter Dienstmann) genannt. Peter soll in Oberramstadt und nirgends anders wohnen, Pferd, Harnisch und Armbrust haben und dem Grafen damit als reisiger Knecht dienen. Vielleicht gehörte er zum Personenkreis der Schlultheißen.
Die erste Bebauung außerhalb des alten Ortskerns bei und unterhalb der Kirche fand um 1450 im engeren Umkreis der heutigen Brückengasse statt. Dort stand 1496 auch das freiadlige (abgabefrei) Gut der Brüder Kottwitz von Aulenbach, die es 1671 an den Grünberger Amtmann Nikolaus Martin Drach für 110 fl. verkauften. Dieses Gut verkaufte seine Enkeltochter Anna Philippine Elisabetha geb. Fabrice von Westerfeld, verheiratet mit Karl Erdmann von Bose zu Korschwitz, 1727 für 1150 fl. an das Waisenhaus Darmstadt. Das Waisenhaus übergab 1737 den Hof als Erblehen an Henrich Christian Rothenhäuser. Die Kottwitz von Aulenbach waren 1623 auch Eigentümer des Curti-Schloss in Groß-Umstadt.
Nach dem Tod des Grafen Philipp I. von Katzenelnbogen im Jahre 1479 fiel die Grafschaft Katzenelnbogen an die Landgrafschaft Hessen, aber bereits 1470 wurde die Verwaltung der Obergrafschaft an Heinrich III. von Hessen übertragen, denn sein Schwiegervater Graf Philipp I. hatte ihm diesen Bezirk zur Sicherung seiner Erbansprüche eingeräumt. Um 1490 war Ober-Ramstadt neben weiteren benachbarten Orten nach altem Herkommen verpflichtet, im Frondienst Brennholz auf das Schloss Lichtenberg zu bringen.

### Neuzeit 1500–1800
Ab 1500 gehörte Ober-Ramstadt zum Gebiet des Oberrheinischen Reichskreises. 1509 wurde das Pfarrhaus errichtet. 1526 verfügte Landgraf Philipp I. die Einführung der Reformation in der Landgrafschaft Hessen. Das Ober-Ramstädter Gerichtsbuch wurde 1527 begonnen. Im 16. Jahrhundert war der Weinbau, an der der Modau zugewandten Abhänge des Büche, stark entwickelt (1650 erloschen).
Nach dem Tod des Landgrafen Philipp I. im Jahre 1567 wurde die Landgrafschaft Hessen in vier Teilherrschaften aufgeteilt. Sein jüngster Sohn Georg I. erhielt den südlichsten Teil, aus der die Landgrafschaft Hessen-Darmstadt hervorging, welche 1806 im Großherzogtum Hessen aufging. Ende 1575 zogen einige tausend Reiter durch Ober-Ramstadt, die Pfalzgraf Johann Kasimir (Pfalz-Simmern) für den Prinzen Henri de Condé wegen des Hugenottenkrieges geworben hatte. Die Ober-Ramstädter (Volks-)Schule wurde 1581 gegründet, Landgraf Georg I. stiftete 100 Gulden zur Schulgründung. 1586 wurde die Hofreite (Prälat-Diehl-Straße 1) des Nicolaus Haußen erworben und als Wohn- und Schulhaus für den Kaplan eingerichtet; daher der Name Kaplaneihof. Die Gemeinde war vielleicht schon 1589 im Besitz des Waldes „Hainböhl“, welcher damals völlig außerhalb der Gemarkung Ober-Ramstadt, in der Gemarkung Ober-Modau lag. Die Kirchenbücher (Taufe/Hochzeit/Beerdigung) wurden 1607 angelegt.
Während des Dreißigjährigen Krieges (1618–1648) wurden durch die Kriegshandlungen und die Pest (1634–1636) ein Großteil der Bevölkerung hinweggerafft, 1650 erfährt man von ganzen 63 Einwohnern. 1621 tauschte Landgraf Ludwig V. seine sieben Lehnshöfe in Ober-Ramstadt samt der Schäferei gegen kommunales Waldgebiet ein. Es handelte sich um: 1. Großer Hof (1618) mit der Schäferei (aber ohne die Zehntscheune), 2. Schmartzen Hof, 3. Rodenbergers Hof (1582), 4. Ketzenfeders Hof, 5. Culmanns Hof/Kleiner Hof (1582), 6. Herzogs Hof (1617), 7. Kalben Hof und den landgräflichen Hof (Dippelshof) in der Ober-Traisaer Gemarkung, den die Gemeinde 1641 wieder verkaufte.
Nach der Schlacht bei Mingolsheim im Böhmisch-Pfälzischen Krieg (1618–1623) im April 1622 begann Peter Ernst II. von Mansfeld seinen als Strafexpedition gedachten Einfall nach Hessen-Darmstadt. Seine Söldner besetzen Darmstadt und errichteten bei Bessungen ein großes Lager mit etwa 18.000 Mann Fußvolk und 5.200 Reitern. Im Juni 1622 kam es zum „Mansfelder Einfall“. Söldnerhaufen Mansfelds, des Pfälzer Kurfürsten Friedrich V. und des Markgrafen Georg Friedrich von Baden-Durlach drangen in Ober-Ramstadt ein und misshandelten die Einwohner, von denen einige durch Folterungen zu Tode kamen. Der Plünderungsschaden betrug 7892 ½ Reichstaler. 1625 wird Ober-Ramstadt wieder mit Truppen belegt. 1629 sind die Bauern zu Fronfuhren verpflichtet mit zusammen 58 Pferden: 1 Dreispänner, 20 Zweispänner, 15 Einspänner. Nach der Niederlage der Schweden in der Schlacht bei Nördlingen im September 1634 waren vom 7. – 20. Sept. 1634 schwedische Truppen in Ober-Ramstadt einquartiert. Sie brachten die Pest nach Ober-Ramstadt und in die Umgebung. Die nachdrängenden kaiserlichen Truppen mordeten, brandschatzten und plünderten auch in Umstadt, Reinheim, Groß-Bieberau und Ober-Ramstadt. Auch die Ernte im Jahre 1635 war vollkommen verwüstet und der größte Teil der Bewohner Ober-Ramstadts floh nach Lichtenberg oder nach Darmstadt. Viele starben aber auch an Hunger. Die Pfarrstelle war in der Zeit von 1635 bis 1650 viele Jahre unbesetzt.
Während des Hessenkriegs (1645–1648) wurde Darmstadt am 7. April 1647 von zwei Regimentern des französischen Marschall Turenne besetzt, die 44.000 Reichstaler oder Quartier forderten. Auf Anordnung des Zentgraf Johann Buch wurde aus der Kirche von Ober-Ramstadt eine Glocke abgenommen und mit weiteren aus den umliegenden Orten am 21. April 1647 nach Frankfurt/M. überführt. Der Verkaufserlös wurde den französischen Truppen zugeführt.
Vom 28. Oktober bis zum 9. Dezember 1672 zogen kurbrandenburgische, kaiserliche und lothringische Truppen wegen des Holländischen Krieges durch die Obergrafschaft. Sie richteten vom 20. November bis zum 9. Dezember an der Ober-Ramstädter Kirche erheblichen Schaden an, rissen das Blei vom Kirchturm und Kirchendach, verbrannten die Frauenstühle auf dem Kirchplatz und zerschlugen eine Glocke, die mit weiteren Metallen weggeführt wurde. 1689 wurde der Galgenberg (1450 erstmals erwähnt) gerodet und als Ackergelände nutzbar gemacht. Im Juni 1693 flüchteten die Bewohner der Umgebung wegen der herannahenden französischen Truppen (Pfälzischer Erbfolgekrieg) in die Maingegend in Richtung Aschaffenburg. Im Vormonat hatten diese Truppen Heidelberg eingenommen und zerstört, drangen an der Bergstraße vor und verwüsteten zum wiederholten Male Schloss Auerbach. Ein von französischen Truppen gelegtes Feuer vernichtete die meisten Häuser von Zwingenberg; ihre Reiterei drang in Darmstadt ein, zerstörte einige Häuser und begann die Stadtmauer niederzureißen. Ende des Jahrhunderts setzte dann eine starke Zuwanderung hauptsächliche aus dem Vogtland ein.
Ab 1642 war das Pfarrhaus bei der Kirche nicht mehr bewohnt, 1701 wurde es abgebrochen und 1705 neu aufgebaut. Für den Neubau des Pfarrhauses lieh sich die Gemeinde 100 Gulden vom Schulmeister Johann Balthasar Lindenlaub aus Darmstadt. 1851 wurde es wieder abgebrochen und 1853 durch das heutige Gebäude ersetzt. 1709 war ein überaus strenger Winter, in dem viele Einwohner, Vieh und Wild umkamen. In dem Jahr wollte auch eine Anzahl von Familien nach den Karolinischen Inseln auswandern. Freilich erreichten sie das Ziel ihrer Reise nicht. Von gewissenlosen Agenten ausgebeutet, kehrten sie nach kurzer Zeit bettelarm wieder zurück.
1710 wurde der Versuch unternommen, Weinberge anzulegen. Ein Orkan richtete 1711 große Schäden an, auch an der Kirche. 1716 wurde die alte Kirche abgetragen, 1717 neu aufgebaut und 1718 eingeweiht. 1722 erwarb Landgraf Ernst Ludwig das Grundstück Darmstädter Straße 52, den ehemaligen Wallbrunn’schen Hof. Im Oktober 1723 wanderten 80 Personen aus Ober-Ramstadt und zwei aus Frankenhausen mit dem Ziel Langenfeld im Banat aus (Schwabenzug). Der spätere Sitz der Ober-Ramstädter Auswanderer war vermutlich der Ort Torschau (heute Savino Selo), Gemeinde Vrbas in der Süd Batschka, Provinz Vojvodina. Jedoch ging bereits 1724 an die Verwaltung im Banat das kaiserliche Dekret, dass keine lutherischen Familien aus dem Reich angenommen werden dürften. Die schon im Banat befindlichen Lutheraner sollten nach Siebenbürgen oder dorthin, wo ihre Religion toleriert wurde, umgesiedelt werden. Auch andere Schikanen erschwerten das Leben der Protestanten und veranlassten manche zur Rückkehr in die Heimat.
1730 wurde zwischen Nieder-Traisa, Ober-Ramstadt und der Landgrafschaft ein Vergleich geschlossen, wodurch die Ober-Traisaer Gemarkung mit dem Dippelshof und das dazugehörende Ackerland an Nieder-Traisa fiel. Am 29. September 1732 ereignete sich eine Umweltkatastrophe größten Ausmaßes die den damaligen Fränkischen Kreis von der Bergstraße bis Nürnberg, von Eberstadt bis zum Kocher verheerte. Am 18. Mai 1733 wurden deutlich spürbare Erdstöße wahrgenommen.
Die Wasenmeisterei befand sich auf dem heutigen Parkplatz hinter dem Rathaus. Wasenmeister und Scharfrichter waren, da zwei von den seltenen Hinrichtungen nicht leben konnten, oft dieselbe Person. Mitte des 17. Jahrhunderts wird ein Hans Lindenmeyer als Scharfrichter genannt. Um 1670 war Hans Imes aus Brückenau Wasenmeister und Scharfrichter in Ober-Ramstadt. Später übten Johann Henrich Nord (1661–1727), Paul Nord (1687–1749) und Georg Heinrich Nord (1723–1792) das Amt aus. Im Jahr 1718 war Johann Nicolaus Becker (1684–1763) hier Reitender Förster (Am Beckersbörnche, Born = Quelle). 1794 wurde wegen des ersten Koalitionskrieg auf Befehl des kursächsischen General von Lindt im Rathaus, im Schulhaus (Kaplaneihof), in den Gasthäusern Zum goldenen Löwen und Zum weißen Ross ein Kriegslazarett eingerichtet. Der Ober-Ramstädter Bader und Chirurg Georg Philipp Carl Büchner (ein Verwandter des Georg Büchner) war hier tätig. Die Bevölkerung wurde zu Kriegshilfsdiensten herangezogen.

### Jüngere Geschichte, 1800 bis zur Gegenwart
Im 19. Jahrhundert begann Ober-Ramstadt sich zunehmend von einer landwirtschaftlich geprägten Gemeinde zu einer industriellen zu wandeln. Im Jahr 1806 hatte Ober-Ramstadt einen Bestand von 195 Wohnhäusern. Wegen der Napoleonischen Kriege kam es im Jahr 1806 in Ober-Ramstadt zu zahlreichen Truppendurchmärschen und Einquartierungen. Ein Lazarett wurde in der damaligen Mädchenschule (Kaplaneihof) Hechelgasse, Kirchstraße, (heute: Prälat-Diehl-Str. 1) eingerichtet. Marschall Charles Pierre François Augereau bezog hier vom 27. bis zum 30. Januar mit seinem Stab Quartier im Gasthaus Zum Goldenen Löwen. In den Napoleonischen Kriegen fielen fünf Ober-Ramstädter Soldaten. Nach dem Rückzug Napoleons über den Rhein, in Folge der Völkerschlacht bei Leipzig, rückten Soldaten der Verbündeten im November 1813 in Ober-Ramstadt ein. Von den ca. 3.500 Soldaten, die das Großherzogtum Hessen als Napoleons Verbündeter für diesen Feldzug bereitstellen musste, kehrten nur knapp 10 % zu ihren Familien nach Hessen zurück. Die Kriegsschulden aus dieser Zeit beliefen sich für Ober-Ramstadt auf 6.466 Gulden. Die Gemeinde ließ deshalb im Jahr 1814 den Gemeindewald „Eiche“ abholzen, um durch die Versteigerung des Holzeinschlags, überwiegend Tannenholz, die Schulden etwas auszugleichen.
Der Schießberg wurde von 1816 bis 1830 bebaut, die Berg-, Schul- und Schießbergstraße, sowie die Ackermannsgasse entstanden. Der Revierförster Friedrich Heyer (nach ihm wurde die Heyerstraße benannt) errichtete 1827 sein Haus am Eingang zur Ammerbachstraße, später genannt Walter’sches Anwesen, heute Familie Lautz. Die Zehntscheune (früher: Hotel Restaurant Hessischer Hof) brannte am 5. Januar 1819 ab. Ab 1823 wurde die Straße nach Nieder-Ramstadt gebaut. Erhebliche Schäden entstanden durch ein Hochwasser am 14. November 1824. Das Brandkataster der Gemeinde wurde 1827 erstellt. Im Jahr 1840 wurde die Provinzialstraße von Ober-Ramstadt nach Hahn und Lengfeld gegen Höchst gebaut. 1842 war sie bis Reinheim fertig gestellt. Die Straße führte durch die privaten Grundstücke zwischen Einmündung Prälat-Diehl-Straße und Sonngasse, sowie durch das Grundstück der Eichelmannsmühlen und trennte somit die Mühle mit Wohnhaus von den Ökonomiegebäuden. 1847 wurde die Hirschapotheke, Bachgasse 1, von Hermann Buch aus Neustadt im Odenwald gegründet. Zuvor war dies das Gasthaus „Zum Goldenen Löwen“. Dort wurde auch 1848 eine Postexpedition (Thurn-und-Taxis-Post) eingerichtet, die später Apotheker Fink betrieb. Sie wurde 1866 in das Kaufhaus von Balthasar Breitwieser (Darmstädter Straße 33) verlegt und 1876 mit einer Telegraphenleitung versehen. Postexpeditoren waren meistens Gastwirte, Apotheker, Speicherverwalter oder Gemeinderechner. Die Postsendungen wurden ab Juli 1864 per Carriolpost vom Großherzoglichen Oberpostamt Darmstadt mit Personenbeförderung nach hier zugestellt. Die Poststelle wurde 1881 als Postagentur geführt und 1889 in ein Postamt III verwandelt. 1848 erfolgte der Umbau der Verlaufsstrecke der Hauptverbindungsstraße (Provinzialstraße) durch das Modautal nach Ober-Ramstadt und zum Wirtschaftszentrum Darmstadt. Durch diesen Ausbau wurde der wirtschaftliche Aufschwung erst möglich. Im 19. Jahrhundert sind aus Ober-Ramstadt und den heutigen Stadtteilen ca. 200 Personen nach Nordamerika ausgewandert.  1851 wurde das alte Pfarrhaus abgetragen. 1851 und 1861 wurde der Friedhof östlich der Kirche bis zur Friedhofstraße erweitert. 1871 erfolgte eine weitere Vergrößerung der Fläche nordwärts bis zum Treppenaufgang Schul-/ Friedhofstraße.
Auf Initiative von Georg Schulz III. wurde im Oktober 1863 der Arbeiterbildungsverein gegründet. Schulz war Wirt des Gasthauses Zum Ochsen, seit 1864 Gemeinderat und von 1886 bis 1892 Bürgermeister. Im November 1866 wurde eine Busverbindung per Pferdeomnibus an Sonntagen zwischen Reichelsheim, über Ober-Ramstadt – Eberstadt, nach Darmstadt eingerichtet. 1867 wurden die Häuser mit neuen Hausnummern versehen. Am 20. Januar 1869 und in den folgenden Tagen wurden starke Erdstöße verspürt, 1871 erfolgte ein starkes Erdbeben. Im Jahr 1870 wurden in Ober-Ramstadt 168 Pferde und 525 Kühe gezählt. Am 27. Dezember 1870 wurde der Zugverkehr Darmstadt – Ober-Ramstadt durch die Ludwigsbahngesellschaft (Odenwaldbahn) aufgenommen. 1871 wurde das Stationshaus errichtet, 1895 durch Aufstockung mit Kniestock und Anbau vergrößert. Ab 2. Januar 1871 wird eine Busverbindung per Pferdeomnibus zwischen Gadernheim und dem Bahnhof Ober-Ramstadt eingerichtet. Drei Ober-Ramstädter Soldaten fielen im Deutsch-Französischen Krieg 1870/71. Am 7. Oktober 1873, gegen 3.36 Uhr, gab es ein Erdbeben mit mehreren Stößen. 1874 ließ sich der Oberstabsarzt Plagge, Großvater von Major Plagge (Major-Plagge-Kaserne in Darmstadt), als prakt. Arzt hier nieder. Er bezog seine Wohnung bei dem Bahnmeister Adam Jacob Wiener (Weinhandlung Wiener), Bahnhofstraße 22. 1876 wurde der Leih- und Sparverein gegründet (heute: Volksbank). In der Nacht vom 9./10. März 1876 richtete ein heftiger Sturm beträchtlichen Schaden in den Waldungen an. Ab 1. April 1883 wurde zweimal täglich ab Bahnhof Ober-Ramstadt eine Fahrpost mit Personenbeförderung bis nach Brandau eingerichtet. Die Kleinkinderschule wurde 1886 gegründet, und 1892 wurde das neue Postgebäude in der Ernst-Ludwig-Straße 9 errichtet. Eigentümer war der Postsekretär Bundschuh, der das Gebäude 1905 an die Firma G. F. Heim Söhne verkaufte. 1894 wurde die Straße von den Schachenmühlen bis Trautheim und weiter bis zum Böllenfalltor angelegt, dadurch verlor der Alte Darmstädter Weg seine Bedeutung, der schon seit der Römerzeit benutzt wurde. Faselhofreite: Um die Vatertiere zentral unterbringen zu können, wurde im Jahre 1894 das Anwesen Am Küchler 1 errichtet.
1895 gründete Robert Murjahn in Ober-Ramstadt die „Deutsche Amphibolin-Werke“. Bis heute hat die Firma hier ihren Hauptsitz und ist Europas modernste Produktionsstätte für Dispersionsfarbe sowie ein europaweit führender Anbieter von Beschichtungssystemen. Die Krankenschwesternstation wurde im August 1898 gegründet und befand sich in der Kleinkinderschule, Schulstraße 6. 1899 erschien die erste Ausgabe der „Odenwälder Neueste Nachrichten“; die Lokalzeitung wurde vom Verleger August Xandry und dem Redakteur F. C. Alfred Lauenstein gegründet. 1899 bot die Firma Carl Francke aus Bremen die Errichtung eines Gaswerks an.
Seit 1901 besteht in der Stadt eine zentrale Wasser- und seit 1907 eine Elektrizitätsversorgung, die das Petroleum als Beleuchtungsart ablöste. Am 24. September 1905 wurde das Schulhaus auf dem „Schießberg“ eingeweiht. 1906 wurde der Festplatz An der Fohlenweide (zwischen oberer Adlergasse und Ammerbachstraße) hergestellt. Das Elektrizitätswerk wurde 1913 an die Hessische Eisenbahnaktiengesellschaft übertragen und 1919 wieder zurückgekauft. Die Planungen für die Auslegung von unterirdischen Fernsprechkabeln in Ober-Ramstadt begannen im Jahr 1907. Der Fahr-Post-Betrieb Ober-Ramstadt–Brandau wurde ab 1. August 1911 dem bahnamtlichen Spediteur Friedrich Ackermann übertragen. Am 16. November 1911 wurden heftige Erdstöße verspürt. Das Beben geschah um 22.26 Uhr und richtete erhebliche Sachschäden in Süddeutschland an. Das Epizentrum lag bei Ebingen und hatte eine Stärke von 6,1. Auch am 20. Juli 1913 wurde ein ziemlich heftiges Erdbeben wahrgenommen, das aber schwächer war als das vom 16. November 1911.
Im Jahr 1912 wurden die Häuser mit Hausnummern versehen. Im Jahre 1917 erfolgte die Aufstellung einer Elektropumpe an der Linde als Hilfspumpwerk, um im Bedarfsfalle unter Ausschaltung des Peltonrad-Pumpwerks das gesamte Faulbachwasser in die Hochzone zu pumpen, womit eine wesentliche Ergänzung des Wasserbedarfs gewährleistet war. Der Erste Weltkrieg kostete 145 Ober-Ramstädtern das Leben. Zu ihrem Gedenken wurde im Juni 1922 das Denkmal an der Ev. Kirche errichtet. Ab Februar 1919 gehörte Ober-Ramstadt zum neutralen Gebiet, da es im Bereich des Brückenkopfs Mainz lag. Am 8. Juli 1919 gab es in der Gemeinde ein Hochwasser, dem gegen 16 Uhr ein Wolkenbruch mit Hagelschlag vorausgegangen war. Es gab schwere Schäden in Wald, Landwirtschaft und Stadtgebiet. Im Mai 1925 wurde der Sportplatz am Buchwald eingeweiht. Ab 1. November 1926 wurde der Steinbruch am Buchwald auf die Dauer von 30 Jahren an die OHI verpachtet. Die Hofreite in der Ammerbachstraße 65 wurde 1927 von Wilhelm Fritsch III. errichtet, wurde 1953 durch einen Großbrand erheblich zerstört und wurde ca. 1993 in eine Wohnanlage mit 36 Einheiten umgebaut. 1928 errichtete die Wohnungsgesellschaft HEGEMAG in der Ammerbachstraße 64/66, Neugasse 69/71/73 und Adlergasse 74 die so genannten Röhr-Häuser. Die Turnhalle der Turngesellschaft e. V. Ober-Ramstadt wurde im August 1928 eingeweiht. 1928 nahm die Kraftpostlinie Darmstadt–Ober-Ramstadt–Brandau ihren Betrieb auf, der 1944 aus kriegswirtschaftlichen Gründen auf Oberleitungsbusse umgestellt wurde. 1929 wurde die Schuttabladestelle Am Vogelherd angelegt, 1972 geschlossen und bepflanzt. Am 1. November 1929 wurde das von Jean Dittmann errichtete Kino in der damaligen Wehrstraße Nr. 5, heute Leuschnerstraße (Penny-Markt), eröffnet. Zuvor fanden die Filmvorführungen im Gasthaus Zum Grünen Laub in der Adlergasse 25 statt, aber die erste Filmvorführung fand bereits am 23. Dezember 1911 im Gasthaus Zur guten Quelle, Alicestraße 17, mit Hilfe eines Kinematographen statt. In der Nacht vom 8./9. Oktober 1930 trat die Modau über ihre Ufer und richtete allseits Schaden an. Das Hochwasser vom 18. August 1931 überstieg das vom Jahr 1919 noch ganz bedeutend. 1932 wurde die Straße Ober-Ramstadt – Rohrbach angelegt und am 1. Juni 1933 für den Verkehr freigegeben. In der Nacht vom 4. zum 5. März 1933 kam es am Marktplatz zu einer Schießerei zwischen Sozialdemokraten und Kommunisten einerseits und Nationalsozialisten andererseits. Dabei wurde Georg Sachse, Mitglied des Reichsbanner Schwarz-Rot-Gold, durch einen Schuss verletzt an deren Folgen er verstarb. Im August 1935 wurde die Milchabsatzgenossenschaft eGmbH in der Leuschnerstraße 35 in Betrieb genommen. Die Rollsportbahn wurde am 21. August 1938 eingeweiht und die erweiterte Wasserversorgungs-Anlage auf dem „Eiche“ wurde am 6. November 1938 in Betrieb genommen.
Beim Novemberpogrom 1938 wurden die Synagoge in der Hammergasse Nr. 3 und das Wohn- und Geschäftshaus der Familie Abraham Wartensleben, Baustraße Nr. 6, niedergebrannt. Aber schon 1911 wurde an der Synagoge, erbaut 1885, Sachbeschädigung begangen. Das Mahnmal an diese Synagoge wurde am 7. Juni 1983 eingeweiht. Die seit 2010 im Boden verlegten Stolpersteine erinnern an die jüdischen Familien, welche in Ober-Ramstadt wohnten. Im Jahr 1939 erwarb die Gemeinde von der Kirche den oberen Teil des Pfarrgartens, um darauf die neue Trauerhalle zu errichten, über die schon im Jahr 1923 der Gemeinderat beraten hatte. Infolge des Luftangriffs auf Darmstadt, im September 1944, wurden etwa 1000 Personen von dort nach Ober-Ramstadt evakuiert. Am Samstag, dem 24. März 1945, gegen 23.00 Uhr, besetzten US-Truppen nach der Rheinüberquerung und vom Mühltal her kommend Ober-Ramstadt. Ab 29. Oktober 1945 wurde der Schulbetrieb wieder aufgenommen. Von 1951 bis 1956 wurde die Eichesiedlung erbaut, das Siedlerheim wurde 1981 eröffnet. 1960 wurde das Pflaster der Darmstädter Straße überteert. Am 7., 9. Juni und 20. Juli 1965 wurde Ober-Ramstadt erneut von einem Hochwasser heimgesucht. Im Oktober 1966 wurde das Modaubachbett vor dem Rathaus überbaut, die Fläche wurde viele Jahre als Parkplatz genutzt. Nach 1970 wurde der Marktplatz neu gestaltet, zuvor wurde das 1877 errichtete Krieger-Denkmal abgetragen. Die seit 1887 hier ansässige ehemalige Großherzogliche Oberförsterei Ober-Ramstadt wurde am 31. Dezember 1975 aufgelöst. Der offizielle Spatenstich zum Bau des Zentrum am alten Markt fand am 5. September 1988 statt. Am 13. Oktober 1989 wurde die Stadthalle eingeweiht.
Im Jahr 2005 gab Bürgermeister Werner Schuchmann Ober-Ramstadt den Leitspruch „Stadt der Farben“ und rief die Bürger dazu auf, bei Renovierungen ihre Häuser in bunten Farbtönen zu streichen, um der Stadt ein schöneres Aussehen zu verleihen. Zu diesem Zweck wurde ein Stadtentwicklungsplan ausgearbeitet, der bereits in Teilen Anwendung fand. In den Jahren 2006 bis 2008 gab die Umgestaltung und Komplettsanierung der Hauptstraße Ober-Ramstadt ein neues Gesicht. In den Jahren 2014 und 2015 wurden mehrere Erdstöße in der Region verspürt.
Die Geschichte der Stadt lässt sich im Museum Ober-Ramstadt, das 1732 von dem Vater Georg Christoph Lichtenbergs als Rathaus gebaut wurde, nachvollziehen.

### Verwaltungszugehörigkeit und Eingemeindungen
Die Obergrafschaft Katzenelnbogen (bis 1479) war in die Kellereien/Rentamt (Finanz-Verwaltungsbezirke) Auerbach, Zwingenberg, Lichtenberg, Reinheim, Darmstadt, Dornberg/Groß-Gerau und Rüsselsheim aufgeteilt. Diese unterstanden der Landschreiberei Darmstadt. Ober-Ramstadt mit Staderstatt (Wüstung bei Ober-Ramstadt) gehörte zuerst zur Kellerei Lichtenberg. Ober-Ramstadt lag im Gerichtsbezirk der Zent Oberramstadt. Die Zent war in sogenannte „Reiswagen“ eingeteilt, denen jeweils ein Oberschultheiß vorstand, die dem Zentgrafen unterstellt waren. Ober-Ramstadt gehörte zum „Ober-Ramstädter Reiswagen“, dem auch noch die Orte Asbach, Dilshofen, Ober-Modau, Nieder-Modau, Rohrbach und Frankenhausen angehörten. Diese Zentorte stellten zusammen einen Reiswagen mit vier Pferden und zwei Wagenknechten für die Landesverteidigung. Die gesamte Zent Oberramstadt war dem Amt Lichtenberg zugeteilt. Diese Einteilung bestand noch bis zum Beginn des 19. Jahrhunderts.
Die Statistisch-topographisch-historische Beschreibung des Großherzogthums Hessen berichtet 1829 über Ober-Ramstadt:

„Oberramstadt (L. Bez. Reinheim) luth. Pfarrdorf; liegt auf beiden Seiten des Modaubachs, über welchen eine große steinerne Brücke führt, 11⁄2 St. von Reinheim und mit dem ältern Theil im Thal, mit der neuen Anlage auf einer Anhöhe, der Schießberg genannt. Der Ort zählt 252 Häuser und 1946 Einw., die bis auf 20 Kath., 11 Reform. und 29 Juden lutherisch sind, und unter diesen 104 Bauern, 185 Handwerker und Händler und 90 Tagtöhner. Man findet eine hochgelegene, 1716 erbaute Kirche, ein 1705 erbautes Pfarrhaus, zwei schöne massive Schulhäuser, das eine 1816 das andere 1825 errichtet, ein 1732 erbautes Rathhaus, und 11 Mahlmühlen mit welchen 3 Oelmühlen und 1 Hanfreibe verbunden sind. Oberramstadt ist der Geburtsort des berühmten Georg Christoph Lichtenberg, nachherigen Großbrittanischen Hofraths und Professor der Physik zu Göttingen, welcher den 1 Juli 1742 geboren wurde und den 24 Febr 1799 gestorben ist. – Im Jahr 1318 erhielt Graf Berthold II. von Katzenellenbogen den Ort und den Hof mit allem Zugehör nebst den Kirchsatz, zu seinem Antheil. Oberramstadt war der Zentort, welche Cent nach einer Urkunde von 1326 auch das Landgericht zu Birkey genannt wurde. Zu Folge eines hubenregisters von 1440 hatte der Ort zu damaliger Zeit 70 Hubenleute, welches eine nicht unbedeutende Bevölkerung war. In der Nähe lag das Dorf Staderstadt, das 1440 noch vorkommt. Mit dem Bergwerke wurde Gilßbergen der Schelde und Maßilius von Antwerpen 1506 vom Wilhelm II. belehnt. In den Jahren 1576 und 1577 wurde dieses Bergwerk wieder aufgenommen. Auch eine Eisenhütte wurde 1689 angelegt und dauerte bis 1709 und Eisenhammer ist erst 1817 eingegangen. Im 30jährigen Kriege wurde der Ort sehr verwüstet. Er zählte vor Zeit 85 Feuerstellen und 1650 waren nur noch 63 Menschen vorhanden, die sich aber 1708 schon bis auf 454 Seelen vermehrt hatten.“

Im Zuge der Gebietsreform in Hessen ließ sich die Gemeinde Rohrbach am 1. April 1972 auf freiwilliger Basis nach Ober-Ramstadt eingliedern. Am 1. Januar 1977 folgten kraft Landesgesetzes die Gemeinde Modau, entstanden am 1. Juli 1971 durch Zusammenschluss von Nieder-Modau und Ober-Modau, sowie die Gemeinde Wembach-Hahn. Für Rohrbach wurde ein Ortsbezirk mit Ortsbeirat und Ortsvorsteher nach der Hessischen Gemeindeordnung errichtet.

### Verwaltungsgeschichte im Überblick
Die folgende Liste zeigt die Staaten und Verwaltungseinheiten, denen Ober-Ramstadt angehört(e):
- vor 1479: Heiliges Römisches Reich, Grafschaft Katzenelnbogen, Obergrafschaft Katzenelnbogen, Amt Lichtenberg, Zent Oberramstadt, Ober-Ramstädter Reiswagen (1440–1451: Kellerei Lichtenberg[252]; 1451–1497: Kellerei Darmstadt[253][254])
- ab 1479: Heiliges Römisches Reich, Landgrafschaft Hessen, Obergrafschaft Katzenelnbogen, Amt Lichtenberg, Zent Oberramstadt, Ober-Ramstädter Reiswagen
- ab 1500: Heiliges Römisches Reich, Landgrafschaft Hessen, Obergrafschaft Katzenelnbogen, Amt Lichtenberg, Zent Oberramstadt, Oberramstädter Reiswagen
- ab 1567: Heiliges Römisches Reich, Landgrafschaft Hessen-Darmstadt, Obergrafschaft Katzenelnbogen, Amt Lichtenberg, Zent Oberramstadt, Oberramstädter Reiswagen
- ab 1803: Heiliges Römisches Reich, Landgrafschaft Hessen-Darmstadt, Fürstentum Starkenburg, Amt Lichtenberg
- ab 1806: Großherzogtum Hessen,[Anm. 11] Fürstentum Starkenburg, Amt Lichtenberg[255]
- ab 1815: Großherzogtum Hessen, Provinz Starkenburg, Amt Lichtenberg
- ab 1821: Großherzogtum Hessen, Provinz Starkenburg, Landratsbezirk Reinheim[Anm. 12]
- ab 1832: Großherzogtum Hessen, Provinz Starkenburg, Landkreis Dieburg
- ab 1848: Großherzogtum Hessen, Regierungsbezirk Dieburg
- ab 1852: Großherzogtum Hessen, Provinz Starkenburg, Kreis Darmstadt
- ab 1871: Deutsches Reich,[Anm. 13] Großherzogtum Hessen, Provinz Starkenburg, Kreis Darmstadt
- ab 1918: Deutsches Reich,[Anm. 14] Volksstaat Hessen, Provinz Starkenburg, Kreis Darmstadt
- ab 1938: Deutsches Reich, Volksstaat Hessen, Landkreis Darmstadt[256][Anm. 15]
- ab 1945: Amerikanische Besatzungszone,[Anm. 16] Groß-Hessen, Regierungsbezirk Darmstadt, Landkreis Darmstadt
- ab 1946: Amerikanische Besatzungszone, Hessen, Regierungsbezirk Darmstadt, Landkreis Darmstadt
- ab 1949: Bundesrepublik Deutschland, Hessen, Regierungsbezirk Darmstadt, Landkreis Darmstadt
- ab 1977: Bundesrepublik Deutschland, Hessen, Regierungsbezirk Darmstadt, Landkreis Darmstadt-Dieburg

### Historische Namensformen
In erhaltenen Urkunden wurde Ober-Ramstadt unter den folgenden Ortsnamen erwähnt (in Klammern das Jahr der Erwähnung):
- Ramstat (1310)[257]
- Oberramstadt (1319)[259]
- Ramistath (1325)[260]
- Ramstatt (1342)[261]
- Oberingrozen Ramstat (1384)[262]
- Rambstat (1384)[67][263]
- Obir-Ramstad (1403)[264]
- Großenramstadt (1403)[265]
- Ober Ramstatt (1470)[266]
- Ramstat (1482)[267]
- superior Ramstat (16. Jahrhundert)[89]
- Oberrambstatt (1647)[268]

### Gerichte
Ober-Ramstadt gehörte zum Zentgericht Ober-Ramstadt. In der Landgrafschaft Hessen-Darmstadt wurde mit Ausführungsverordnung vom 9. Dezember 1803 das Gerichtswesen neu organisiert. Für das Fürstentum Starkenburg wurde das „Hofgericht Darmstadt“ eingerichtet. Es war für normale bürgerliche Streitsachen Gericht der zweiten Instanz, für standesherrliche Familienrechtssachen und Kriminalfälle die erste Instanz. Übergeordnet war das Oberappellationsgericht Darmstadt. Die Rechtsprechung der ersten Instanz wurde durch die Ämter bzw. Standesherren vorgenommen. Damit war für Ober-Ramstadt das Amt Lichtenberg zuständig. Die Zentgerichte hatten damit ihre Funktion verloren.
Mit Bildung der Landgerichte im Großherzogtum Hessen war ab 1821 das Landgericht Lichtenberg das Gericht erster Instanz. Die zweite Instanz war das Hofgericht Darmstadt.
Es folgten:
- ab 1848: Landgericht Reinheim (Verlegung aus Lichtenberg nach Reinheim); zweite Instanz: Hofgericht Darmstadt
- 1853: Landgericht Darmstadt; zweite Instanz: Hofgericht Darmstadt
- 1879: Amtsgericht Darmstadt II (Umbenennung); zweite Instanz: Landgericht Darmstadt
- 1932: Amtsgericht Darmstadt (Zusammenlegung der Amtsgerichte Darmstadt und Darmstadt II); zweite Instanz: Landgericht Darmstadt

## Besondere Ortsgeschichten

### Der Ortsname Ramstadt
Der Namensstamm Ram- findet sich nicht selten bei Orten mit Bergbautradition (mehrere Ramsau im Alpenraum, Ramsbeck im Hochsauerland, vermutlich auch Ramsen in der Pfalz). All diese Ortsnamen sind vermutlich vom lateinischen Wort Aeramen abzuleiten, das Erz, Kupfer und Bronze bedeuten kann. Abgeleitet von Aeramen sind unter anderem französisch airain (Erz, Bronze) und italienisch rame (Kupfer).

### Stadtrecht für Ober-Ramstadt
Als die Urkunde von 1310 dem Grafen von Katzenelnbogen die Möglichkeit gab, Ober-Ramstadt zur Stadt zu machen, war der Stadtbegriff noch nicht sehr ausgeprägt. Die Katzenelnbogener versuchten damals, ihren Besitz in der Obergrafschaft über die Gerichtsherrschaft zur Landesherrschaft zu gestalten. Selbstverständlich hatten sie kein Interesse daran, dass die vielen Stadtrechtsverleihungen in der Obergrafschaft im 14. Jhd. (Reinheim, Groß-Bieberau, Lichtenberg, Ober-Ramstadt, Groß-Gerau, Rüsselsheim, Zwingenberg) zur rechtlichen Verselbständigung dieser Orte (Minderstadt) führen sollten, denn Vollstädte hatten Stadtfreiheit (Stadtluft macht frei), eigene Stadtverwaltung, Stadtsiegel und eigene Stadtrechte. Gewollt waren nur Marktorte, die für den Markt Schutz des kaiserlichen Marktregals genossen. So gesehen hat nur die Verleihung der Stadtrechte für Darmstadt 1330 zur Bildung einer Vollstadt geführt. Ober-Ramstadt und die anderen Orte wurden aber zu wichtigen Marktorten für die Umgebung und wohl auch zu Handwerkerzentren. Das Marktrecht beinhaltet: Schutz des Marktfriedens, Stapelrecht (Verpflichtung vorbeiziehender Kaufleute im Marktort ihre Ware anzubieten), Fürkaufsrecht = Verbot, die Waren außerhalb des Marktortes anzubieten, aber auch Schutz der Handwerker gegen Konkurrenz von außen usw., Ober-Ramstadt muss zum Zeitpunkt der Urkunde schon eine gewisse Bedeutung gehabt haben; als Straßenschnittpunkt, Sitz des Zentgerichts und der Wildhube, vielleicht auch Zollstätte.

### Zentgericht
Die Zenten sind im hohen Mittelalter entstanden. Sicher ist nur, dass in regelmäßigen Abständen das 1326 zum ersten Mal erwähnte Zent- und Landgericht Birckey(n) oder zu Ramstadt auf dem Berg zusammenkam, um über Beleidigungen, Diebstähle und andere kriminelle Delikte zu verhandeln. Das Gericht war jedoch noch für zahlreiche Orte außerhalb der Mark Ramstadt zuständig. Bedeutsam ist, dass die Zentorte nicht nur um Ober-Ramstadt herum lagen, sondern auch Orte im Gersprenz- und Fischbachtal dazugehörten, wie Reinheim, Groß-Bieberau und Lichtenberg. Dies zeigt ganz deutlich, dass die Grafen von Katzenelnbogen Ober-Ramstadt als Mittelpunkt ihrer Besitzungen im Modau- und Gersprenztal, einschließlich Lichtenberg, betrachteten. 1453 wird es „Landgericht auf dem Landberg bei Ober-Ramstadt“ genannt. 1492 wird es beschrieben als Zentgericht „bei der Kirche unter der Linde“. Denkbar ist auch die Stelle, wo die Schafgrabengasse in die Schulstraße mündet. Das Zentgericht könnte aber auch innerhalb der Kirchenbefestigung abgehalten worden sein. Recht gesprochen wurde nach Bergrecht (mdl. überliefertes Gewohnheitsrecht der Bergschöffen), Rheinischen Sitten, Fränkisches Recht und nach alter Gewohnheit und Sitten. Im Jahr 1666 wurde das Zentgericht nach Reinheim verlegt. Die Zentgerichte verloren bald ihre Zuständigkeit für Fälle der Halsgerichtsbarkeit, die von den Justizkanzleien in Anspruch genommen wurden. Ursprünglich waren die Zentgrafen Vorsitzende des Zentgerichts, die bis ins 14. Jhd. dem niederen Adel angehörten, danach von der Herrschaft aus den angesehensten Familien der Zent bestellt wurden.

### Wüstung Staderstatt
In den Katzenelnbogener Urkunden wird mehrfach die Siedlung Staderstatt genannt; erstmals im Jahr 1287 und somit 23 Jahre vor der Stadtrechtsverleihung an Ober-Ramstadt. In der letzten Urkunde aus dem Jahr 1456 sind Einnahmen und Ausgaben verzeichnet. Im Vergleich der Abgaben (Zehnt) zu den benachbarten Orten könnte Staderstatt ein Gehöft, Reste einer Wildhube oder ein freiadeliger Hof gewesen sein. Die Lage der Wüstung ist bis heute nicht bekannt, alle Bestimmungsversuche sind spekulativ. Lehnsnehmer von Staderstatt waren im Spätmittelalter Ludwig Blache (1287), Johann von Larheim (1413) und Edelknecht Richwin von den Erlen (1425) – 1391 Burgmann zu Katzenelnbogen. Der Stammsitz der Familie war der „Erlenhof“, der zur Burg Greifenstein gehörte. Das Geschlecht erlosch 1489.

### Kapelle St. Wendelin
Vor der Reformation hatte die Pastorei Ober-Ramstadt zwei Altarbenefizien besessen: Die Kirche Unserer lieben Frauen im Dorf und die Kapelle zu St. Wendelin am südlichen Ausgang des Dorfes auf der östlich der Helgertsmühle (Hellgarthen Mühle) gelegenen Anhöhe (Helgen = die Heiligen, Helgenhaus = Feldkapelle). Diese Kapelle wurde im 15. Jahrhundert errichtet und ist in der Reformationszeit abgebrochen worden (vor 1557); um 1888 waren dort noch Mauerreste sichtbar, die Pfarrkirche dagegen war bis zum Jahre 1716 in Gebrauch. Aus dem Jahr 1630 ist ein Register der „Bethgelt“ Pflichtigen erhalten. In dieser Steuerliste wird auch ein „Sandt Wendelß Acker“ aufgezählt.

### Forsthaus Eiserne Hand
Das Anwesen gehört zu Ober-Ramstadt. Die Bezeichnung steht im Zusammenhang mit einem nicht mehr vorhandenen eisernen Wegweiser, in der Form einer ausgestreckten Hand, an der dortigen Weggabelung. Der Weg war ursprünglich die Hauptverbindung zwischen Darmstadt und Ober-Ramstadt. Um 1789 befand sich dort eine Holzmacherhütte, 1815 als Zollhaus genannt, 1828 befand sich darin verm. eine Gaststube, später dann bis in die heutige Zeit das Großherzogliche Forsthaus, das dem Land Hessen gehörte. 2013 ging das Anwesen in Privatbesitz über.

### Weiler Dilshofen
Die älteste erhaltene Erwähnung von Dilshofen, als Dieslhoffen, stammt von 1338. Dilshofen entstand aus einer Wildhube des Wildbanns Dreieich. 1454 wurde ein Heylle Dyelßhoiffer genannt, der eine Bede von 6 Schilling für einen Garten zahlte. Am Ende des Dreißigjährigen Krieges war das Gehöft unbewohnt. Der westliche Hof (Kleinschmidt'scher Hof) des Weilers Dilshofen gehört zu Ober-Ramstadt, der restliche Teil zu Zeilhard, jetzt Reinheim.

### Bergbaugeschichte
In der Grube „Zur Gnade Gottes“ (Gnadt Gottes), die oberhalb des Nieder-Modauer Wegs zwischen Ober-Ramstadt und Nieder-Modau liegt und zur Gemarkung der „Kernstadt“ gehört, wurden silberhaltige Kupfererze geschürft und an Ort und Stelle in der Schmelzhütte aufgeschmolzen. Urkundlich belegt ist der Betrieb des Bergwerkes ab 1506. Im Jahr 1937 wurden ca. 400 m nordwestlich des heutigen Zugangs (Tagstollen) geophysikalische Messungen durchgeführt. Es wurde vermutet, dass sich in einer Tiefe von ca. 40 Meter eine kupfer- oder silberhaltige Gesteinsader befindet. Im Auftrag der AEG Berlin trieb die Fa. HOCHTIEF im Jahr 1938 einen Probeschacht in den Berg, der bereits im April d. J. eine Tiefe von 30 Meter erreichte. Zur Herrichtung der Anlage und dem angestrebten Abbau von Erz waren an der Baustelle für die schätzungsweise fünfunddreißig Arbeitskräfte bzw. Häftlinge innerhalb der gerodeten Fläche zwei Baracken errichtet worden. Ebenfalls führte von dort aus mindestens ein 40 oder 50 cm breites Gleis mit Profilblechschwellen für kleine Handkipploren zu einem noch vorhandenen Abraumberg. In den Jahren 1997/98 wurde der Eingang zum Tagstollen geöffnet und mit einem Holzvorbau versehen, der zwischenzeitlich abgetragen wurde. 2021/22 ist ein neuer Zugang mit Gewölbevormauerung erstellt worden.

### Altstraßen
Ober-Ramstadt lag im Schnittpunkt wichtiger Altstraßen: Hutzelstraße, diese lief von der Bergstraße über Bensheim, am Ritterplatz beginnend, wo sie unter dem Namen Kalkgasse (Weinlage) bekannt ist, über die Höhe oberhalb des Schönberger Schlosses (Nikolauskapelle) – am Nordrand des Felsberges zur Kuralp. Ab hier führt sie den Namen Hutzelstraße. Weiter über Steigerts zur Neutscher Höhe, Frankenhausen, über den Rau-, Hoher Rod- u. Silberberg (ab hier Hohe Straße), den Breitensteinweg (Frankenhäuser Weg) folgend und an der „Apothekers Brücke“ die Modau überquerend über den Galgenberg nach Reinheim.
Alte Ober-Ramstädter- oder Lichtenberger Straße: Diese zog von Darmstadt durch den Darmstädter Wald zwischen Dachsberg und Dommerberg, Traisa umgehend, Eiserne Hand, Kuhfalltor, an der Einmündung der Hasenfalltor Schneise vorbei über das Eiche, Galgenberg, über Rohrbach nach Lichtenberg. Diese Straße war eine Geleitstraße. Um das Gebiet gab es im 16. Jhd. Prozesse zwischen Kurpfalz und Hessen. Die Geleitstraßen mieden Ortschaften wegen der Wegzölle, sie scheinen aber Ober-Ramstadt berührt zu haben.

### Geschichte der Stadtteile

#### Nieder- und Ober-Modau

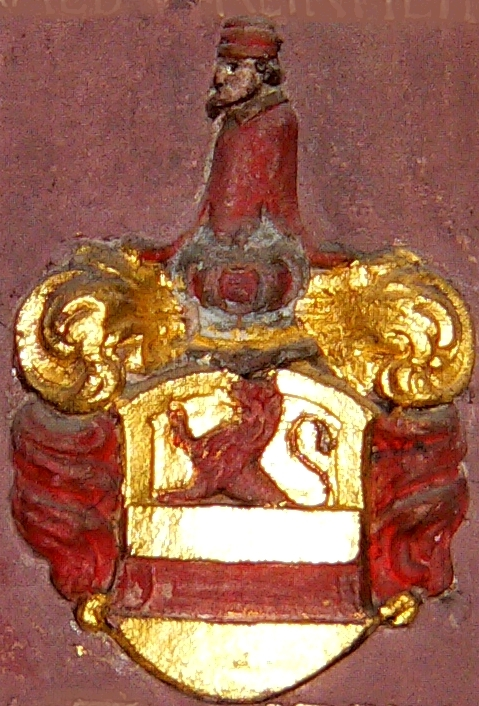
Wappen der Kalb von Reinheim

Der Begriff „Muotdaha“ wird im Lorscher Codex das erste Mal im Jahre 804 urkundlich erwähnt (Urkunde 216) und bezieht sich auf den Bach Modau. Einige Zeit später tauchen auch die Bezeichnungen Moda, Muda, Maudava und Modach auf. Aus ihnen lassen sich die Begriffe Sumpf und Wasser herauslesen.
Die erste urkundliche Erwähnung des Dorfes Ober-Modau stammt um das Jahr 1360. Damals war es ein Zentort des Grafen Diether VIII. von Katzenelnbogen.
Auf dem Schlossberg bei Nieder-Modau stand eine Burg. Letzter Burgherr war angeblich Werner Kalb von Reinheim, der ein Vasall von Diether VIII. von Katzenelnbogen war. Kalb, der zeitweise auch Verwalter von Burg Tannenberg war, ging als Raubritter in die Geschichtsbücher ein. Die Burg Nieder-Modau wurde angeblich 1382 von Reisigen (bewaffnete Dienstleute) der Städte Frankfurt, Mainz und Worms zerstört und nicht wieder aufgebaut. Ihre Ruine wurde als Steinbruch genutzt. Heute sind noch die ehemaligen Burgwälle sichtbar (Wanderweg Ober-Ramstadt O4).
Am 1. Juli 1971 erfolgte der Zusammenschluss der Gemeinden Ober-Modau und Nieder-Modau zur Gemeinde Modau.

#### Waldenser in Rohrbach, Wembach, Hahn

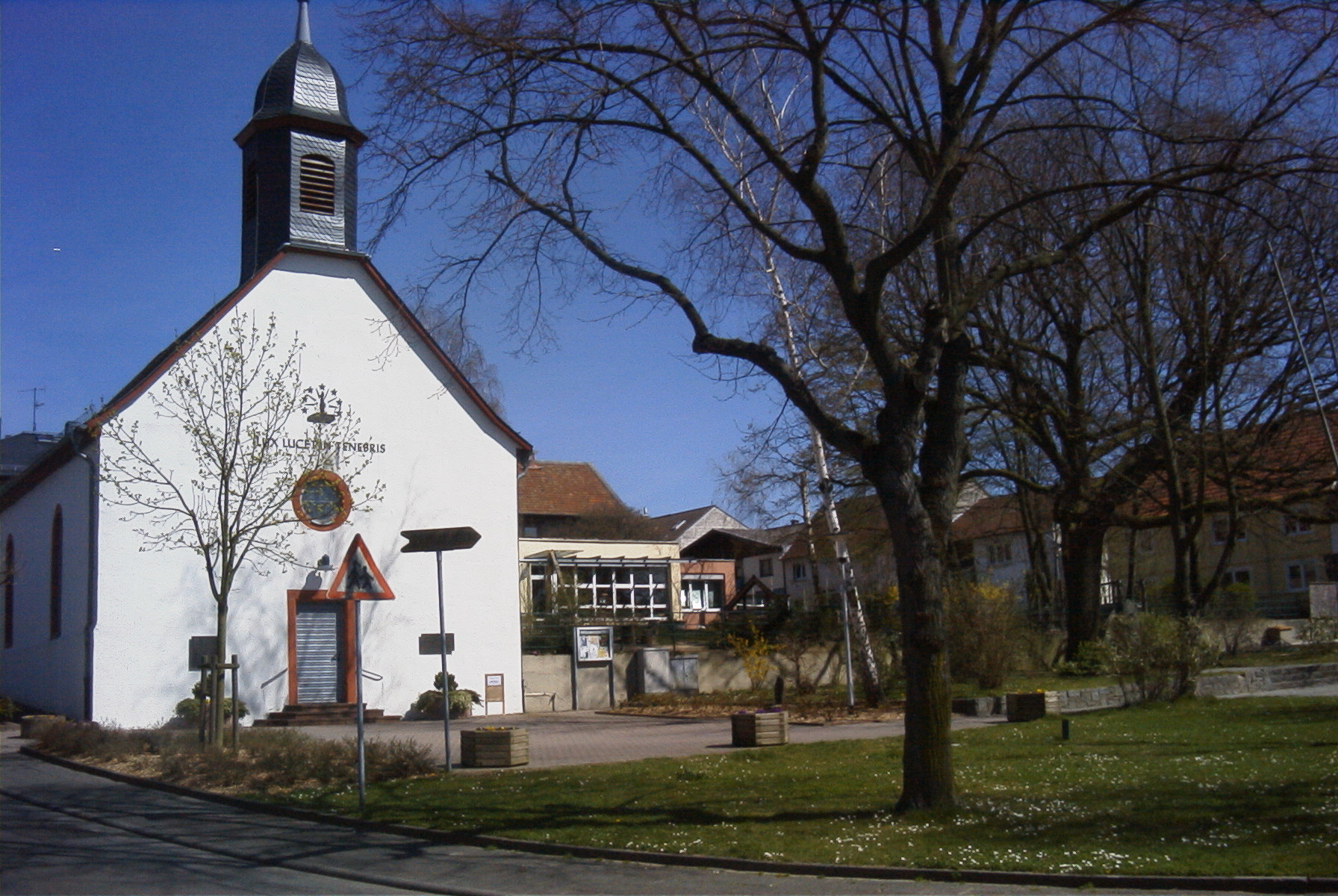
Kirche in Rohrbach, mit dem Leitspruch der Waldenser „Lux lucet in tenebris“ (Das Licht leuchtet in der Finsternis) über dem Eingang

1699 fanden in den Ortschaften Rohrbach, Wembach und Hahn Waldenser aus der Gemeinde Pragela im Herzogtum Piemont (dem heutigen Pragelato, Partnerstadt Ober-Ramstadts) eine neue Heimat, nachdem sie 1685 nach der Aufhebung des Ediktes von Nantes wegen ihres reformierten Glaubens die Heimat verlassen mussten.
Die waldensische Bewegung, die auf das 12. Jahrhundert zurückgeht und deren Anhänger schon seit dieser Zeit Verfolgungen ausgesetzt waren, schloss sich 1532 der Reformation an. Bei evangelischen Fürsten Deutschlands fanden sie ebenso wie Tausende anderer Verfolgter, zum Beispiel die Hugenotten, Aufnahme. Ihre Ansiedlung, die – durch Privilegien zum Teil erleichtert – auch umworben war, war für die deutschen Fürstentümer kulturell wie wirtschaftlich eine Bereicherung.
Nach Verhandlungen ermöglichte Landgraf Ernst Ludwig 1699 knapp 400 Waldensern aus Pragela auf seinen Hofgütern Rohrbach, Wembach und Hahn einen Neubeginn. Um diese landgräflichen Hofanlagen entstand in der Folgezeit eine planmäßige Neubebauung, die in Rohrbach besonders konsequent durchgeführt und heute noch nachvollziehbar ist. Für Hugenotten wurden zu dieser Zeit ganze Innenstädte neu angelegt, etwa in Hanau, Neu-Isenburg, Mannheim oder Freudenstadt.
Während Wembach und Hahn sich als Siedlung entlang einer Straße entwickelten, war für Rohrbach das (heute nicht mehr vorhandene) zentrale Hofgut zum Orientierungs- und Mittelpunkt des neuen Dorfes gewählt worden. In den ersten 30 Jahren nach 1699 entstand die regelmäßige Bebauung mit typischen Fachwerkhäusern und U-förmig dahinter angeordneten Nebengebäuden. Die Grundstücksparzellen waren gleich groß, und nach Gleichheitsgrundsätzen wurden auch alle Ackerflächen aufgeteilt.
Die Kirche in Rohrbach fand zusammen mit einem Pfarrhaus und Friedhof ihren Platz auf einer langgestreckten Freifläche in der Mitte der Gemeinde. Als Fachwerkkirche 1708 für alle drei Kolonien gebaut, wurde sie 1767 durch einen massiven Saalbau ersetzt. Im Innern sehr schlicht gehalten, entsprach sie den strengen Vorschriften der reformierten Lehre. Die Wembacher Kirche wurde nach diesem Vorbild bis 1835 errichtet. Um 1830 wanderten mehrere Familien der Waldenserkolonie nach Pennsylvania aus.
Vermutlich waren es Waldenser, die die Kartoffel – die schon seit Mitte des 17. Jahrhunderts in Südfrankreich kultiviert wurde – in Südhessen heimisch gemacht haben. In Deutschland sollen die ersten Kartoffeln während der Regierung Ferdinand III. 1647 in Pilgramsreuth (Rehau), Oberfranken angebaut worden sein. In einem lukrativen Nebenerwerb wirkten viele der Waldenserfamilien Strümpfe, deren Qualität regional sehr geschätzt wurde.

#### Zugehörigkeit zum Kreis Dieburg
Die ehemaligen selbständigen Gemeinden Nieder-Modau, Ober-Modau, Rohrbach, Wembach-Hahn (mit Koloniewald) gehörten zum Kreis Dieburg und wurden am 1. November 1938 in den Landkreis Darmstadt eingegliedert.

## Bevölkerung

### Einwohnerentwicklung
- 1408: 0138 landsteuerpflichtige Personen[342]
- 1425: 0103 landsteuerpflichtige Personen[342]
- 1440: 0070 Landsiedel- oder Hubleute (etwa)[343]
- 1495: 0074 steuerpflichtige Hintersassen, 13 Witwen, 1 Pfarrer, 38 dienende Personen, 1 Adelshof[Anm. 19][342][344]
- 1618:  0085 Haushalte[345]
- 1622: 0436 Einwohner[346][310]
- 1633: 0100 Einwohner[347]
- 1650: 0015 Haushalte, 63 Einwohner (d. h. ein Sechstel der 340-383 Personen, die aus der Zahl der 85 vor 1635 vorhandenen Herdstätten erschließbar sind) (Dreißigjähriger Krieg u. Pestzeit)[348]
- 1669: 0041  Familien mit 197 Einwohnern[342]
- 1708: 0085  Familien mit 457 Einwohnern, 59 Häuser[342]
- 1791: 0970 Einwohner[349]
- 1794: 01048 Einwohner, 98 zweistöckige und 62 einstöckige Häuser. Bei 52 Familien lag die Kopfzahl zwischen 6 und 13 Personen[350]
- 1800: 1081 Einwohner[351]
- 1805: 1365 Einwohner, 178 Häuser[255][352]
- 1824: 0385 Familien, 241 Häuser
- 1829: 1946 Einwohner, 252 Häuser[245]
- 1867: 2424 Einwohner, 328 Häuser[353][354]
- 1925: 1202 Haushalte, 688 Häuser
- 1933: 5346 Einwohner, 1495 Haushalte[355]
- 1949: 7655 Einwohner, darunter 1081 Flüchtlinge und Heimatvertriebene sowie 469 Ausgebombte und Evakuierte

| Ober-Ramstadt: Einwohnerzahlen von 1630 bis 2020 | Ober-Ramstadt: Einwohnerzahlen von 1630 bis 2020 | Ober-Ramstadt: Einwohnerzahlen von 1630 bis 2020 | Ober-Ramstadt: Einwohnerzahlen von 1630 bis 2020 | Ober-Ramstadt: Einwohnerzahlen von 1630 bis 2020 |
| --- | ------------------------------------------------ | ------------------------------------------------ | ------------------------------------------------ | ------------------------------------------------ |
| Jahr |                                                  |                                                  |                                                  | Einwohner                                        |
| 1630 | 1630                                             |                                                  | 400                                              | 400                                              |
| 1650 | 1650                                             |                                                  | 63                                               | 63                                               |
| 1669 | 1669                                             |                                                  | 197                                              | 197                                              |
| 1708 | 1708                                             |                                                  | 448                                              | 448                                              |
| 1791 | 1791                                             |                                                  | 970                                              | 970                                              |
| 1794 | 1794                                             |                                                  | 1.048                                            | 1.048                                            |
| 1806 | 1806                                             |                                                  | 1.365                                            | 1.365                                            |
| 1829 | 1829                                             |                                                  | 1.946                                            | 1.946                                            |
| 1834 | 1834                                             |                                                  | 2.100                                            | 2.100                                            |
| 1840 | 1840                                             |                                                  | 2.248                                            | 2.248                                            |
| 1846 | 1846                                             |                                                  | 2.398                                            | 2.398                                            |
| 1852 | 1852                                             |                                                  | 2.349                                            | 2.349                                            |
| 1858 | 1858                                             |                                                  | 2.408                                            | 2.408                                            |
| 1864 | 1864                                             |                                                  | 2.379                                            | 2.379                                            |
| 1871 | 1871                                             |                                                  | 2.576                                            | 2.576                                            |
| 1875 | 1875                                             |                                                  | 2.646                                            | 2.646                                            |
| 1885 | 1885                                             |                                                  | 2.864                                            | 2.864                                            |
| 1895 | 1895                                             |                                                  | 3.209                                            | 3.209                                            |
| 1905 | 1905                                             |                                                  | 4.027                                            | 4.027                                            |
| 1910 | 1910                                             |                                                  | 4.367                                            | 4.367                                            |
| 1925 | 1925                                             |                                                  | 4.725                                            | 4.725                                            |
| 1939 | 1939                                             |                                                  | 5.599                                            | 5.599                                            |
| 1946 | 1946                                             |                                                  | 7.267                                            | 7.267                                            |
| 1950 | 1950                                             |                                                  | 7.613                                            | 7.613                                            |
| 1956 | 1956                                             |                                                  | 7.565                                            | 7.565                                            |
| 1961 | 1961                                             |                                                  | 7.610                                            | 7.610                                            |
| 1967 | 1967                                             |                                                  | 8.472                                            | 8.472                                            |
| 1970 | 1970                                             |                                                  | 8.623                                            | 8.623                                            |
| 1972 | 1972                                             |                                                  | 9.679                                            | 9.679                                            |
| 1975 | 1975                                             |                                                  | 12.825                                           | 12.825                                           |
| 1980 | 1980                                             |                                                  | 12.973                                           | 12.973                                           |
| 1985 | 1985                                             |                                                  | 12.703                                           | 12.703                                           |
| 1990 | 1990                                             |                                                  | 13.983                                           | 13.983                                           |
| 1995 | 1995                                             |                                                  | 15.409                                           | 15.409                                           |
| 2000 | 2000                                             |                                                  | 15.391                                           | 15.391                                           |
| 2005 | 2005                                             |                                                  | 15.267                                           | 15.267                                           |
| 2010 | 2010                                             |                                                  | 15.049                                           | 15.049                                           |
| 2011 | 2011                                             |                                                  | 14.545                                           | 14.545                                           |
| 2015 | 2015                                             |                                                  | 15.029                                           | 15.029                                           |
| 2020 | 2020                                             |                                                  | 15.127                                           | 15.127                                           |
| Datenquelle: Historisches Gemeindeverzeichnis für Hessen: Die Bevölkerung der Gemeinden 1834 bis 1967. Wiesbaden: Hessisches Statistisches Landesamt, 1968. Weitere Quellen: LAGIS; 1669:; 1708:; 1794:; 1806:; 1972:; nach 1972:Hessisches Statistisches Informationssystem; Zensus 2011 Die Zahlen ab 1972 enthalten die im Zuge der Gebietsreform in Hessen eingegliederten Orte. |                                                  |                                                  |                                                  |                                                  |

### Einwohnerstruktur 2011
Nach den Erhebungen des Zensus 2011 lebten am Stichtag, dem 9. Mai 2011, in Ober-Ramstadt 14.545 Einwohner. Darunter waren 1434 (9,9 %) Ausländer, von denen 468 aus dem EU-Ausland, 783 aus anderen europäischen Ländern und 183 aus anderen Staaten kamen. Von den deutschen Einwohnern hatten 12,2 % einen Migrationshintergrund. (Bis zum Jahr 2020 erhöhte sich die Ausländerquote auf 15,2 %.) Nach dem Lebensalter waren 2562 Einwohner unter 18 Jahren, 6090 zwischen 18 und 49, 3210 zwischen 50 und 64 und 2682 Einwohner waren älter. Die Einwohner lebten in 6417 Haushalten. Davon waren 2061 Singlehaushalte, 1800 Paare ohne Kinder und 1824 Paare mit Kindern, sowie 579 Alleinerziehende und 153 Wohngemeinschaften. In 1257 Haushalten lebten ausschließlich Senioren und in 4530 Haushaltungen leben keine Senioren.

### Religionszugehörigkeit
| • 1829: | 1888 lutheranische (= 96,92 %), 11 reformierte (= 0,56 %), 29 jüdische (= 1,49 %) und 20 katholische (= 1,03 %) Einwohner                                                         |
| • 1961: | 6301 evangelische (= 82,80 %) und 1060 katholische (= 13,93 %) Einwohner |
| • 1987: | 8551 evangelische (= 66,3 %), 2024 katholische (= 15,7 %), 2330 sonstige (= 18,0 %) Einwohner                                                                                     |
| • 2011: | 7230 evangelische (= 49,9 %), 2430 katholische (= 16,8 %), 180 freikirchliche (= 1,2 %), 130 orthodoxe (= 0,9 %), 840 andersgläubig (= 5,8 %), 3680 sonstige (= 25,4 %) Einwohner |

### Erwerbstätigkeit
Die Gemeinde im Vergleich mit Landkreis, Regierungsbezirk Darmstadt und Hessen:
|                                                   | Jahr | Gemeinde | Landkreis | Regierungsbezirk | Hessen    |
| ------------------------------------------------- | ---- | -------- | --------- | ---------------- | --------- |
| Sozialversicherungspflichtig Beschäftigte         | 2017 | 4.085    | 74.525    | 1.695.567        | 2.524.156 |
| Veränderung zu                                    | 2000 | +10,9 %  | +21,1 %   | +16,1 %          | +16,0 %   |
| davon Vollzeit                                    | 2017 | 72,9 %   | 68,3 %    | 72,8 %           | 71,8 %    |
| davon Teilzeit                                    | 2017 | 27,1 %   | 31,7 %    | 27,2 %           | 28,2 %    |
| Ausschließlich geringfügig entlohnte Beschäftigte | 2017 | 640      | 15.305    | 224.267          | 372.991   |
| Veränderung zu                                    | 2000 | -30,4 %  | +14,4 %   | +9,0 %           | +8,8 %    |

| Branche                         | Jahr | Gemeinde | Landkreis | Regierungsbezirk | Hessen |
| ------------------------------- | ---- | -------- | --------- | ---------------- | ------ |
| Produzierendes Gewerbe          | 2000 | 53,8 %   | 41,1 %    | 27,0 %           | 30,6 % |
|                                 | 2017 | 50,6 %   | 31,3 %    | 20,4 %           | 24,3 % |
| Handel, Gastgewerbe und Verkehr | 2000 | 26,2 %   | 26,1 %    | 26,4 %           | 25,1 % |
|                                 | 2017 | 19,5 %   | 26,8 %    | 24,7 %           | 23,8 % |
| Unternehmensdienstleistungen    | 2000 | 9,1 %    | 11,6 %    | 25,1 %           | 20,2 % |
|                                 | 2017 | 14,1 %   | 17,1 %    | 31,6 %           | 26,1 % |
| Sonstige Dienstleistungen       | 2000 | 10,5 %   | 18,8 %    | 20,1 %           | 22,5 % |
|                                 | 2017 | 15,5 %   | 23,6 %    | 23,0 %           | 25,4 % |
| Sonstiges (bzw. ohne Zuordnung) | 2000 | 0,4 %    | 02,4 %    | 01,4 %           | 01,5 % |
|                                 | 2017 | 00,3 %   | 01,1 %    | 00,3 %           | 00,4 % |

## Religion

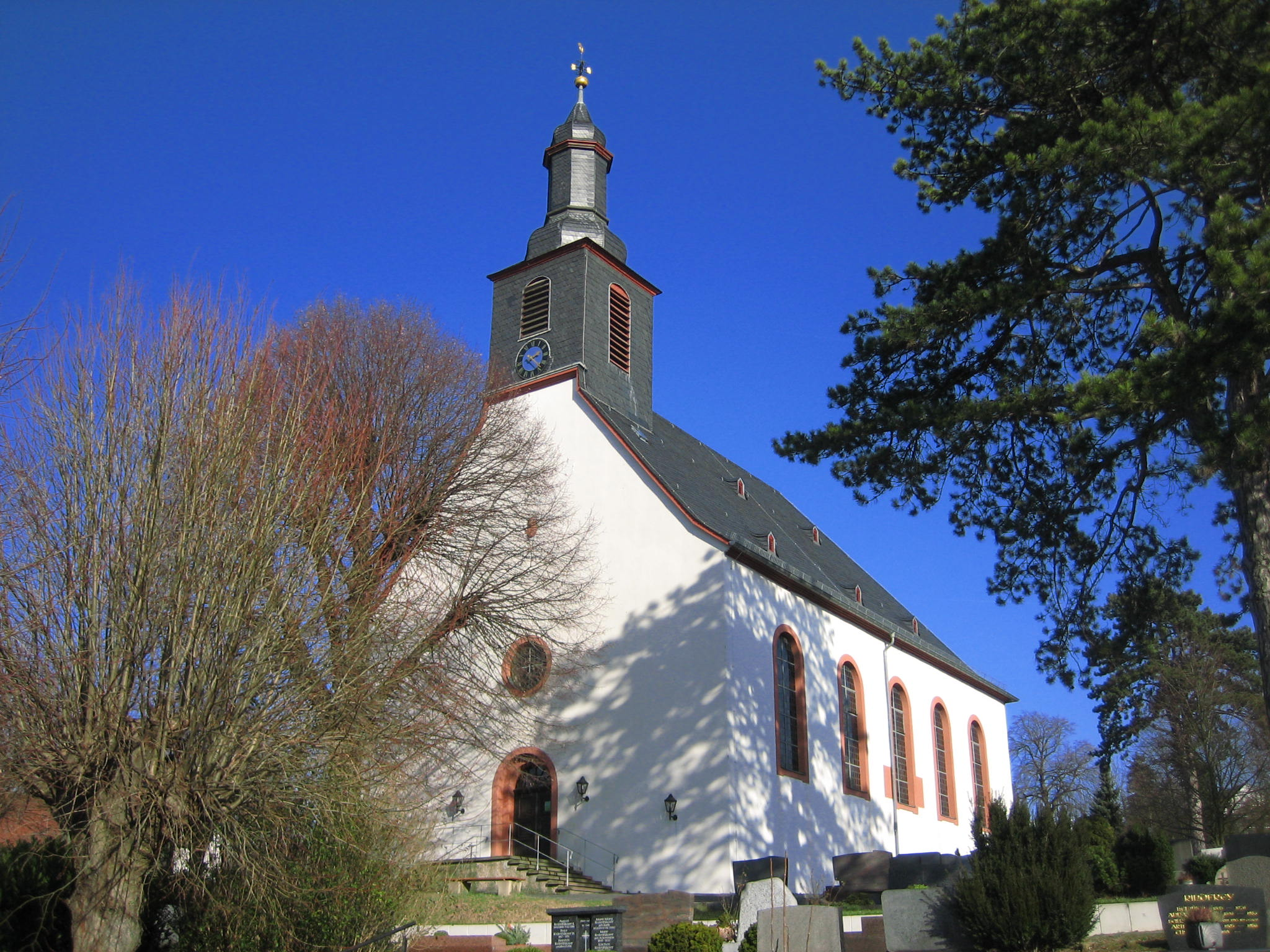
Evangelische Kirche

In Ober-Ramstadt und seinen Stadtteilen befinden sich folgende Kirchengemeinden:
- Evangelische Kirchengemeinde,
- Katholische Pfarrgemeinde Liebfrauen,
- Katholische Kirche St. Pankratius Modau,
- Evangelische Kirchengemeinde Modau,
- Evangelisch-Reformierte Kirchengemeinde Waldenser-Kolonie Rohrbach-Wembach-Hahn,
- Evangelisch-Freikirchliche Gemeinde Ober-Ramstadt (Baptisten),
- Neuapostolische Kirche Hessen, Gemeinde Ober-Ramstadt.

Die Evangelische Kirchengemeinde Ober-Ramstadt, die die größte Gemeinde des Ortes ist, gehört zu der Evangelischen Kirche in Hessen und Nassau.
Die katholische Pfarrgemeinde ist die älteste, sie bestand bis zur Reformation und ist urkundlich erstmals im Jahr 1318 erwähnt. Sie zählte zum Landkapitel Groß-Gerau und zum Archidiakonat St. Viktor vor Mainz (St. Victor außer den Mauern). Ab 1912 ist der regelmäßige Gottesdienst in einem Sälchen des Gasthaus Wiener, Bahnhofstraße 22, gehalten worden. Nach dem Zweiten Weltkrieg wurde sie von Heimatvertriebenen neu gegründet und gehört heute zum Bistum Mainz. Die Einweihung der katholischen Kirche Ober-Ramstadt fand am 11. April 1954 statt. Sie erhielt den Namen Unsere liebe Frau im Dorf wie das alte vorreformatorische Gotteshaus, später wurde der Name in Liebfrauenkirche geändert.

## Politik

### Stadtverordnetenversammlung
Die Kommunalwahl am 14. März 2021 lieferte folgendes Ergebnis, in Vergleich gesetzt zu früheren Kommunalwahlen:
| Sitzverteilung in der Stadtverordnetenversammlung 2021Insgesamt 31 Sitze - SPD: 13 - Grüne: 6 - FDP: 1 - CDU: 7 - AG: 4 | Parteien und Wählergemeinschaften | Parteien und Wählergemeinschaften               | % 2021 | Sitze 2021 | % 2016 | Sitze 2016 | % 2011 | Sitze 2011 | % 2006 | Sitze 2006 | % 2001 | Sitze 2001 |
| Sitzverteilung in der Stadtverordnetenversammlung 2021Insgesamt 31 Sitze - SPD: 13 - Grüne: 6 - FDP: 1 - CDU: 7 - AG: 4 | SPD                               | Sozialdemokratische Partei Deutschlands         | 41,7   | 13         | 50,3   | 16         | 44,8   | 17         | 48,3   | 18         | 55,4   | 20         |
| Sitzverteilung in der Stadtverordnetenversammlung 2021Insgesamt 31 Sitze - SPD: 13 - Grüne: 6 - FDP: 1 - CDU: 7 - AG: 4 | CDU                               | Christlich Demokratische Union Deutschlands     | 22,0   | 7          | 18,5   | 6          | 24,1   | 9          | 26,4   | 10         | 23,3   | 9          |
| Sitzverteilung in der Stadtverordnetenversammlung 2021Insgesamt 31 Sitze - SPD: 13 - Grüne: 6 - FDP: 1 - CDU: 7 - AG: 4 | BFO/GRÜNE                         | Bürger für Ober-Ramstadt/Grüne                  | –      | –          | 11,8   | 3          | 22,1   | 8          | 13,5   | 5          | 9,5    | 3          |
| Sitzverteilung in der Stadtverordnetenversammlung 2021Insgesamt 31 Sitze - SPD: 13 - Grüne: 6 - FDP: 1 - CDU: 7 - AG: 4 | GRÜNE                             | Bündnis 90/Die Grünen                           | 18,9   | 6          | –      | –          | –      | –          | –      | –          | –      | –          |
| Sitzverteilung in der Stadtverordnetenversammlung 2021Insgesamt 31 Sitze - SPD: 13 - Grüne: 6 - FDP: 1 - CDU: 7 - AG: 4 | Auf geht‘s                        | Auf geht‘s, bürgernahe Politik in Ober-Ramstadt | 11,9   | 4          | 14,1   | 4          | 6,0    | 2          | —      | —          | —      | —          |
| Sitzverteilung in der Stadtverordnetenversammlung 2021Insgesamt 31 Sitze - SPD: 13 - Grüne: 6 - FDP: 1 - CDU: 7 - AG: 4 | FDP                               | Freie Demokratische Partei                      | 5,5    | 1          | 5,4    | 2          | 3,1    | 1          | 4,6    | 2          | 4,5    | 2          |
| Sitzverteilung in der Stadtverordnetenversammlung 2021Insgesamt 31 Sitze - SPD: 13 - Grüne: 6 - FDP: 1 - CDU: 7 - AG: 4 | FWG                               | Freie Wählergemeinschaft Ober-Ramstadt          | –      | –          | —      | —          | —      | —          | 6,3    | 2          | 7,3    | 3          |
| Sitzverteilung in der Stadtverordnetenversammlung 2021Insgesamt 31 Sitze - SPD: 13 - Grüne: 6 - FDP: 1 - CDU: 7 - AG: 4 | PBC                               | Partei Bibeltreuer Christen                     | –      | –          | —      | —          | —      | —          | 0,9    | 0          | —      | —          |
| Sitzverteilung in der Stadtverordnetenversammlung 2021Insgesamt 31 Sitze - SPD: 13 - Grüne: 6 - FDP: 1 - CDU: 7 - AG: 4 | gesamt                            | gesamt                                          | 100,0  | 31         | 100,0  | 31         | 100,0  | 37         | 100,0  | 37         | 100,0  | 37         |
| Sitzverteilung in der Stadtverordnetenversammlung 2021Insgesamt 31 Sitze - SPD: 13 - Grüne: 6 - FDP: 1 - CDU: 7 - AG: 4 | Wahlbeteiligung in %              | Wahlbeteiligung in %                            | 54,4   | 54,4       | 50,8   | 50,8       | 49,6   | 49,6       | 47,1   | 47,1       | 55,0   | 55,0       |

### Bürgermeister

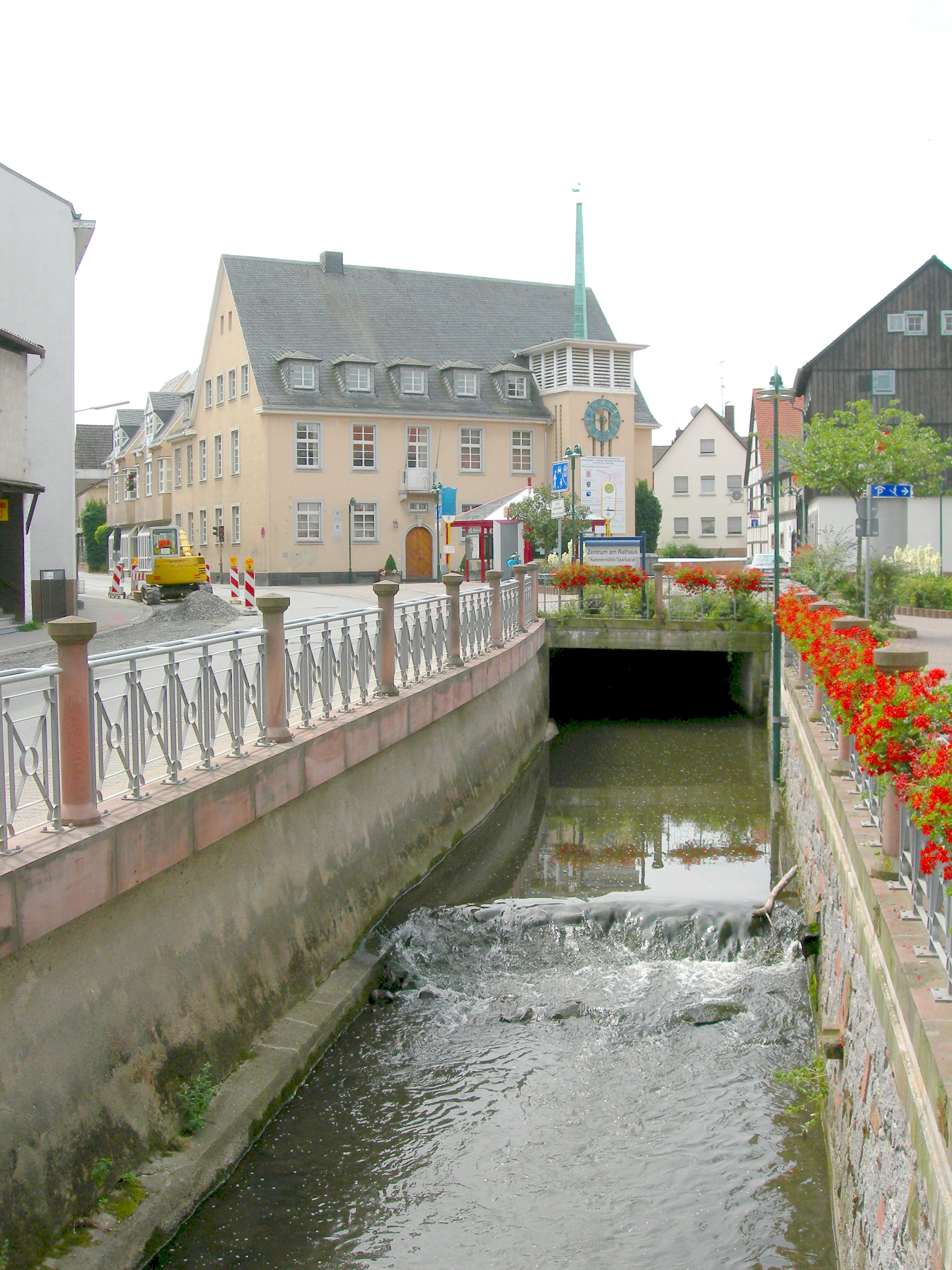
Neues Rathaus von Ober-Ramstadt, im Vordergrund die Modau

Nach der hessischen Kommunalverfassung wird der Bürgermeister für eine sechsjährige Amtszeit gewählt, seit dem Jahr 1993 in einer Direktwahl, und ist Vorsitzender des Magistrats, dem in der Stadt Ober-Ramstadt neben dem Bürgermeister ehrenamtlich ein Erster Stadtrat und acht weitere Stadträte angehören. Die Stärke der in der Stadtverordnetenversammlung vertretenen Fraktionen spiegelt sich grundsätzlich in der Zusammensetzung des ehrenamtlichen Magistrats wider. Bürgermeister ist seit dem 1. Juli 2022 der parteiunabhängige Tobias Silbereis. Er wurde als Nachfolger von Werner Schuchmann, der nach drei Amtszeiten nicht wieder kandidiert hatte, am 6. März 2022 im ersten Wahlgang bei 51,0 Prozent Wahlbeteiligung mit 77,6 Prozent der Stimmen gewählt.
Amtszeiten der Bürgermeister
- 2022–2028 Tobias Silbereis[390]
- 2004–2022 Werner Schuchmann[391]
- 1986–2004 Bernd Hartmann[394]
- 1966–1986 Georg Kleppinger[395][396]
- 1946–1966 Peter Frankenberger IV.[397][398][395]
- 1945–1946 Jakob Braband (kommissarisch)[399]
- 1942–1945 Heinrich Muhl (kommissarisch), Dr. Friedrich Stroh[400]
- 1934–1942 Anton Ernst Jörgeling (hauptamtlich)[401]
- 1933–1934 Anton Ernst Jörgeling (kommissarisch)[402]
- 1911–1933 Adam Rückert III.[403]
- 1900–1911 Johann Georg Fritsch[404][405]
- 1892–1900 Georg Jacoby III.[406][407]
- 1886–1892 Georg Schulz III.[408][409][410][411][412]
- 1880–1886 Hermann Fischer[413]
- 1879–1880 Wilhelm Fritsch I. (kommissarisch)[414]
- 1859–1879 Johann Balthasar Breitwieser II.[415][416]
- 1857–1859 Johann Georg Simmermacher[417]
- 1848–1857 Wilhelm Heim[418][419]
- 1841–1848 Johann Georg Peter Breitwieser[420]
- 1822–1841 Johann Georg Ramge[421]

#### Schultheiß
Bis 1821 vertraten die von den Grundherren auf Lebenszeit eingesetzten Schultheiße als Ortsvorsteher und Dorfrichter die Interessen der Herrschaft gegenüber den Ortsbewohnern. Die Gemeinderechner wurden Bürgermeister genannt und sind von den Ortsbewohnern jährlich neu gewählt worden.
In der Obergrafschaft Katzenelnbogen dürften sich die Reihen der Zentgrafen und der Schultheißen (nicht der Unterschultheißen) bis zum Ende des hiesigen Zentgrafensitzes (Drittes Viertel des 17. Jahrhunderts) gegenseitig ergänzen, d. h. die Zentgrafen bekleideten gleichzeitig die hiesige Schultheißenstellung und umgekehrt.
Mit der Einführung der hessischen Landgemeindeordnung endete am 17. Januar 1821 die Ära der herrschaftlichen Schultheißen als Spitze der örtlichen Kommunalverwaltung. Johann Georg Ramge war seit 1820 „Gemeinderechner“ und übernahm im April 1822 das Amt vom Oberschultheiß Carl Wilhelm Pfersdorf (1816–1822).
- ????–1408 Walther[424][95]

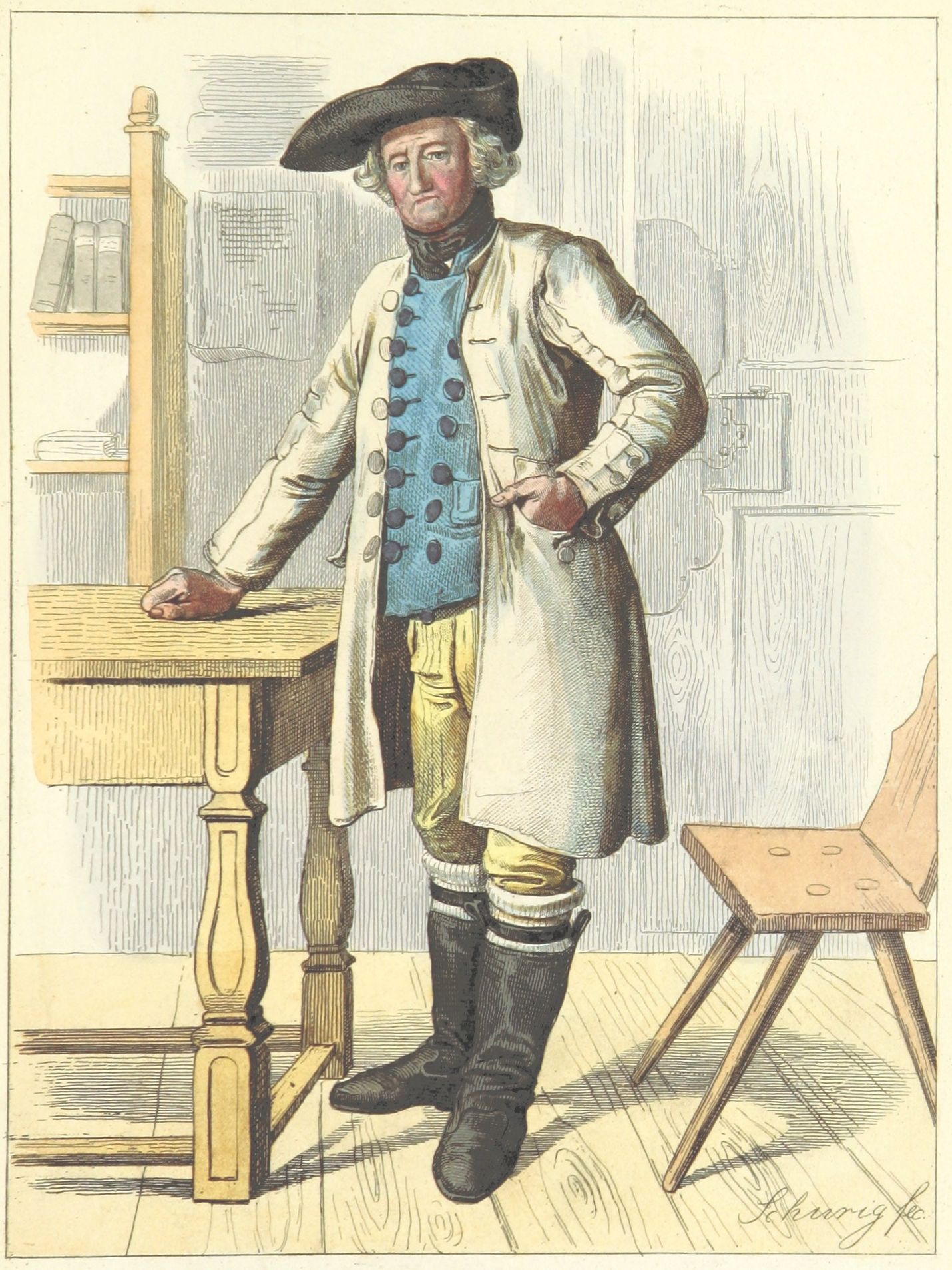
Dorfschulze aus dem Odenwald um 1847

- 1408–1415 Sneppe, Herle/Heil (Heinrich)[424][425][89]
- ????–1450 Eigelmann, Petter[95]
- 1450–???? Hoffmann, Cunz (Konrad)[95]
- 1481–???? Eigelmann, Peter[95]
- 1492–1494 Ziech, Balthasar[95]
- ????–1506 Kriegk, Claus[95]
- ????–1514 Kogel, Lenhart[89]
- 1514–1516 Brugell, Linhard[89][426][427]
- 1527–???? Schmidt, Hans[95]
- 1546–1554 von Buseck gen. Münch, Hans Hermann[95][428]
- 1555–1558 Luch, Heinz[95]
- 1558–1569 Brugel, Petter[95]
- ????–1575 Schweffel, Hans[95]
- 1575–1606 Schmaltz, Wilhelm[95]
- 1607–1611 Finger, Hans[429]
- 1612–1626 Schmarth, Peter[427][430][431]
- 1629–1631 Herzogk, Peter[427][432][433]
- 1631–1639 von Joß, Johann Henrich[434]
- 1639–1656 Finger, Hermann[427][435]
- 1678–1685 Kalbach, Johann Hieronymus[95]
- 1685–1693 Krafft, ?[427]
- 1693–1712 Dann, Philipp Georg XII.[89][427][436]
- 1712–1728 Spalt, Johann Adam IV.[427][437]
- 1728–1738 Münster, Georg Daniel[427][438]
- 1738–1778 Hach, Johann Nikolaus[427][439]
- 1778–1809 Hach, Wilhelm Balthasar[427][440]
- 1809–1816 Pfersdorf, Gebhard Moritz[95]
- 1816–1822 Pfersdorf, Carl Wilhelm[427][441]

### Wappen und Flagge

#### Wappen
| Wappen von Ober-Ramstadt | Blasonierung: „In Silber eine grüne Rosenstaude mit drei roten Rosen.“ |
| Wappen von Ober-Ramstadt | Der Hessische Innenminister Wilhelm Leuschner hat der Stadt Ober-Ramstadt am 5. August 1930 die Führung dieses Stadtwappens genehmigt. Die älteste bekannte Darstellung des Rosenwappens befindet sich auf dem Pergamenteinband einer Urkunde aus dem 16. Jahrhundert. Nach einer anderen Deutung zeigt das Stadtwappen „drei Kornraden, eine heute gefährdete Art aus der Familie der Nelkengewächse, die früher häufig in der Umgebung Ober-Ramstadts anzutreffen war“. Für die Deutung als Rosen argumentiert der Verein für Heimatgeschichte e. V. Ober-Ramstadt. Nebst der Abbildung des Rosenwappens aus dem 16. Jahrhundert, wird auf die gängige heraldische Darstellung der Rosen hingewiesen, deren 5-blättrige Grundform von Heckenrosen abgeleitet ist. Weiter wird auf Bezüge von Maria, der Namenspatronin der vorreformatorischen Kirche von Ober-Ramstadt und Graf Eberhard I. von Katzenelnbogen, der für Ober-Ramstadt 1310 die Stadtrechte erlangte, zu Rosen-Darstellungen verwiesen. Graf Eberhard I. führte aber in seinem Siegel den katzenelnbogischen Löwen. |

#### Flagge
Die Stadtflagge wurde am 10. Dezember 1958 genehmigt und wird wie folgt beschrieben:  „Auf grün-rotem Flaggentuch das Gemeindewappen.“ 

### Städtepartnerschaften
- Cogoleto (Italien) seit 1959[449]
- Saint-André-les-Vergers (Frankreich) seit 1970
- Pragelato (Italien) seit 1974
- Mülsen (Deutschland) seit 1990
- Vermezzo (Italien) seit 2003
- Zelo Surrigone (Italien) seit 2003
- Fethiye (Malatya) (Türkei) seit 2004
- Bartholomäberg (Österreich) seit 2012

### Ortsbeirat Rohrbach
Im Stadtteil Rohrbach gibt es einen Ortsbeirat nach der Hessischen Gemeindeordnung der laut Hauptsatzung aus sieben Mitgliedern besteht.

### Kinder- und Jugendbeirat
Von der Stadt begleitet wird der neunköpfige Kinder- und Jugendbeirat Ober-Ramstadts.

### Seniorenbeirat
Um die Belange der Bürger ab 60 Jahren kümmert sich unter anderem seit 1998 der Seniorenbeirat Ober-Ramstadts, unterstützt von der Seniorenbeauftragten der Stadt Ober-Ramstadt. Der Seniorenbeirat wird jeweils für vier Jahre gewählt.

## Kultur und Sehenswürdigkeiten

### Theater
- Die Laienspielgruppe der SKG Wembach-Hahn führt alljährlich zweimal ein Lustspiel in der Waldenserhalle auf.
- Die Laienspielgruppe der Waldensergemeinde Rohrbach führt alljährlich jeweils ein Theaterstück viermal im Bürgerhaus Rohrbach auf. Weiterhin wird alle 25 Jahre das Stück „Glaube und Heimat“ aufgeführt, das die Vertreibung der Waldenser aus Pragelato zum Inhalt hat.
- Seit 1995 finden in der Wacker Fabrik einmal jährlich im Herbst die Theatertage mit etwa 10 Aufführungen statt.

### Musik
Ober-Ramstadt hat mehrere Musikvereine. Viele davon nehmen an den Ober-Ramstädter Musiktagen teil. Die mehrtägige, alle zwei Jahre stattfindende Veranstaltung gibt es seit 2004.
- Chor ’56 e. V. Ober-Ramstadt mit den Abteilungen Gemischter Chor ’56,[451] Jazzchor ’56, Kinderchor ’56, Jugendchor '56
- Evangelischer Kirchen- und Posaunenchor Ober-Ramstadt[452]
- Gesangverein „Eintracht 1880“ Rohrbach (Männerchor) mit ChorPusdelicti (Gemischter Chor)
- Harmonikaspielring 1938 in der SKG Ober-Ramstadt
- Stadtorchester Ober-Ramstadt[453]
- Sängervereinigung „Frohsinn ’03“ Modau
- Sängervereinigung 1871 Ober-Ramstadt e. V. (Männerchor und ColourTones).[454]
- Die Stadtstreicher Ober-Ramstadt (Streichorchester)

### Regelmäßige Veranstaltungen
- Mai: 1., Mai Feier
- Juni: Woifest
- August: Eiche Kerb – Kerb in der Siedlung Eiche.
- September: 1. Wochenende, Kerb (seit 1714). Die Einweihung der neuen Ev. Kirche Ober-Ramstadt fand am 11. September 1718 (2. Wochenende) statt.[455]
- September: Apfelfest[456]
- September: Herbstausstellung der Künstlergemeinschaft Ober-Ramstadt[457] in der Stadthalle
- September: Modellflugtag[458]
- Oktober: 3., Grenzgang. Dieser Brauch geht auf frühere Zeiten zurück, damals war es ein offizieller Gang unter dem „Geläut“ der Glocken, wobei die Schöffen voranschritten. Das Kontrollieren der Gemarkungssteine hat damals die Dorfgemeinschaft in feierlicher Form vollzogen. Die Veranstaltung wird seit 1929 durchgeführt.[459]
- Dezember: 2. Adventwochenende, Weihnachtsmarkt.
- Dezember: 2. Adventswochenende, Kunst Genuss – Kunsthandwerklicher Adventsmarkt der Künstlergemeinschaft Ober-Ramstadt[457] im Scheunensaal

### Gaststätten
- Die ältesten Gasthäuser in Ober-Ramstadt waren die Wirtschaften Zur Sonne, Darmstädter Straße 70a (Ecke Sonngasse, welche nach dem Gasthaus benannt wurde). Hermann Gernant Finger (1560–1626) war dort Gastwirt.[129]
- Die Wirtschaft Zum Hirsch (Zum Ackermann) war in der Darmstädter Straße 41 (frühere Metzgerei Bitsch). Johann Georg Ackermann (1642–1679) wird im Kirchenbuch Eberstadt 1676 als Hirschwirt zu Ober-Ramstadt genannt. Beide Familien waren miteinander verwandt und gehen zurück auf den Stammvater Hanß Finger (* 1535 in Oberhessen; † 1611 in Ober-Ramstadt); er war von 1607 bis 1611 Centgraf in Ober-Ramstadt.[429][460]

### Museen
Der Museumsverein Ober-Ramstadt e. V. betreibt seit 1964 das Museum Ober-Ramstadt im alten Rathaus, das von Georg Christoph Lichtenbergs Vater im Jahr 1732 erbaut wurde. Dort sind drei Autos von Röhr und HAG ausgestellt.
In Rohrbach gibt es in der alten Schule das Waldenser-Museum Rohrbach-Wembach-Hahn, ein von der EU gefördertes LEADER-Projekt.

### Kunst- und Kulturausstellungen
- Atelier Freifarbe
- Künstlergemeinschaft Ober-Ramstadt[457]
- Atelier und Künstlergemeinschaft Helgertsmühle
- Restaurant und Galerie „Die Goldene Nudel“
- Gasthof „Darmstädter Hof“ mit Kunstscheune „rive gauche“
- Künstlerinnen-Gemeinschaft „ImFluss“[462]

### Sport
Als Weltmeister 2004 sowie mehrfacher Europameister im Rollkunstlauf hat die TGS 1900 Ober-Ramstadt e. V. internationale Bedeutung.
Weiterhin wird hier Judo betrieben.

### Bauwerke
Altes Rathaus
- Das alte Rathaus wurde 1732, an der Stelle eines abgetragenen Vorgängerbaus aus dem Jahre 1580/1621, errichtet und diente in dieser Funktion bis 1929. Das Gebäude von 1732 ist nach den Plänen und unter der Aufsicht von Pfarrer Johann Conrad Lichtenberg, dem Vater von Georg Christoph Lichtenberg, vom Maurermeister Johann Franz Blattner erbaut worden.[463][464][465] Die Gemeinde lieh sich für den Neubau von Frau Maria Catharina Wiemer, aus der Eberstädter Wiesenmühle, 1000 Gulden.[466] Auch Pfarrer J. C. Lichtenberg beteiligte sich mit 253 Gulden an der Finanzierung des Gebäudes. Gefeiert wurde das Richtfest am 14. August 1732 im Gasthaus Zum Hirsch (Ackermann). Das Wachhäuschen war 1812 als Unterbringung für die Feuereimer gebaut worden. Als 1859 eine Feuerspritze angeschafft wurde, ist das Spritzenhaus mit Schlauchturm unterhalb des Rathauses angebaut worden.[467] Das Gebäude wurde bis 1929 als Rathaus genutzt, danach diente es zu verschiedenen Zwecken und wurde ab 1965 nach und nach als Museum der Stadt umgestaltet.

Neues Rathaus
- Das neue Rathaus steht auf dem Platz eines ehemaligen landwirtschaftlichen Anwesens, in dem sich auch die Gaststätte „Zur Goldenen Traube“ befand.[468] Die Gemeinde hat das Gebäude 1919 von Peter Rodenhäuser XIV. (1839–1928) bei einer öffentlichen Versteigerung käuflich erworben. Zunächst wurden darin sechs Wohnungen eingerichtet. 1928 wurde das Hauptgebäude abgebrochen. Die Grundsteinlegung für das neue Rathaus war am 22. Mai 1929 und die Einweihung fand am 21. Dezember 1929 statt. Bis 1971 war dort auch die Feuerwehr untergebracht, woran der noch erhaltene Schlauchturm erinnert. Später wurden die restlichen alten Nebengebäude und das Nachbarhaus (Druckerei Keck) abgebrochen und der Anbau errichtet.[469]

Hammermühle

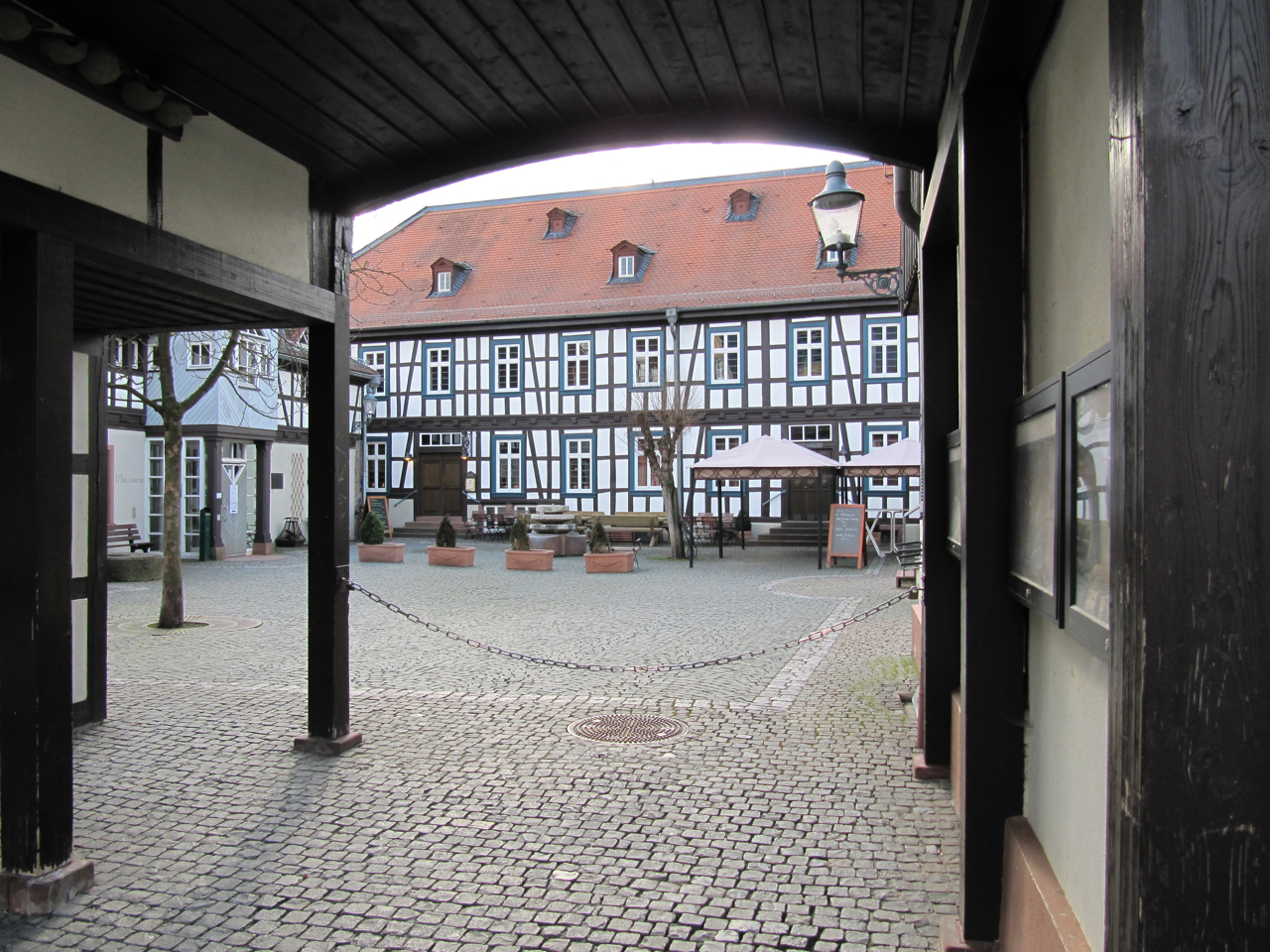
Die Hammermühle in Ober-Ramstadt

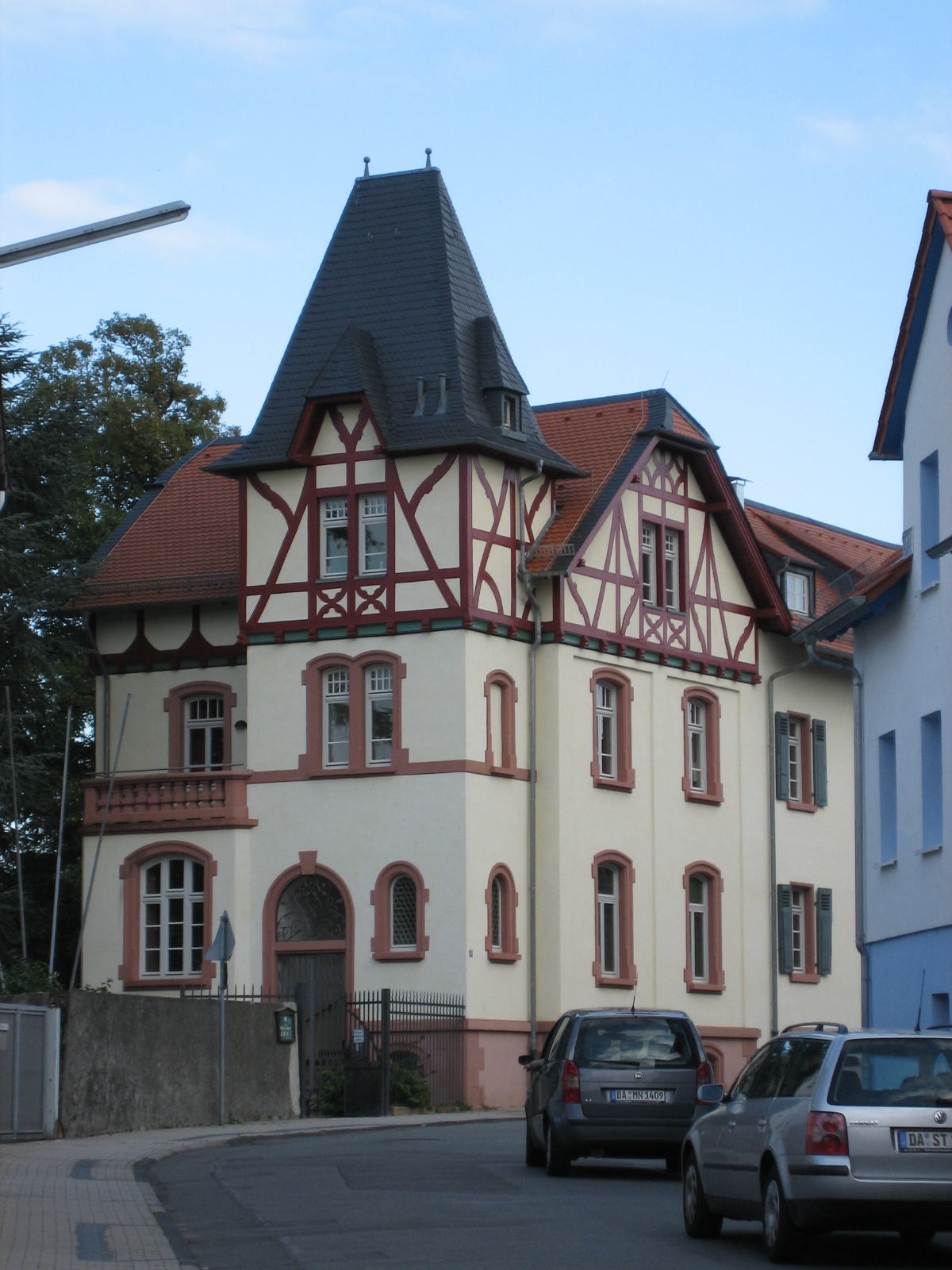
Petri-Villa in Ober-Ramstadt

- An die örtliche Wirtschaftsgeschichte sowie die Inbetriebnahme des ersten Eisenhammers 1688/89 erinnert die Anlage der ehemaligen Hammermühle in der Innenstadt.[313][322][470] Die Hammermühle war eine von insgesamt zehn Mühlen im frühen 17. Jahrhundert in Ober-Ramstadt. Auf einer schmalen Insel zwischen Hammerbach und Modau stand die ehemalige Loh- und Ölmühle, die 1629 erstmals urkundlich erwähnt wurde.[471][472] Für die Lohe, zum Gerben des Leders, wurde Eichenrinde gemahlen. Öl wurde meist aus Leinsamen oder Raps hergestellt. Im Jahre 1708 wurde im Auftrag von Landgraf Ernst Ludwig das Anwesen zum Bau einer Hammerschmiede für die Eisenverarbeitung angekauft.[473] Eisenerzbau und -verarbeitung fand bereits im 16. Jahrhundert in und um Ober-Ramstadt statt. Ab 1720 hatte die Hammermühle das Monopol zur Lieferung für die Obergrafschaft Katzenelnbogen inne. Um 1794 war Karl Ludwig WACHTER (1749–1798) Verwalter der Hammermühle. 1817 wurde der Hammer mangels Roheisen wegen Unrentabilität aufgegeben.[474][475][476] Die Hammerhofreite bestand aus einem Hammerhaus mit dem vom Mühlrad angetriebenen Blasebalg und Hammer, dem Wohnhaus des Hammerschmieds und einer Kohlenscheuer. Das zur Hammermühle gehörende Herrschaftliche Wohnhaus (Dornfeldische Haus/Hammerhof) mit Nebengebäuden stand gegenüber an der Ecke Darmstädter Straße 48 / Schafgrabengasse. Diese Hofreite erwarb der Müllermeister Johannes Breitwieser (1768–1838) und betrieb von hier aus eine Getreide- und Mehlhandlung (1966 wurde auf dem Grundstück der Neubau der Sparkasse errichtet, seit 1998 Kfz-Zulassungsstelle).[322] 1817 kaufte Müllermeister Johann Michael Breitwieser den Mühlplatz, riss die Gebäude bis auf das Kellergeschoss ab und erbaute eine Getreidemahlmühle mit Wohnhaus, Scheune und Stallungen. Später kam eine Hanfreibe hinzu, zum Aufspleißen der Hanfstängel für die Gewebeherstellung. 1841 starb Johann Michael Breitwieser und seine Witwe stellte den Neubau noch fertig.[477] Ihr Wappen ist noch heute am Mühlgraben zu sehen: ein Mühlstein mit gekreuzten Hämmern und der Initiale MBW = Michael Breitwieser Witwe. 1924 eröffnete Karl Göckel eine Kunden- und Handelsmüllerei und bietet das Mahlen von Roggen und Weizen, Quetschen und Schroten, sowie das Herstellen von Haferflocken an.[478] Nach 1945 wurde der Mühlen- und landwirtschaftliche Betrieb zu Gunsten eines Betriebs zur Herstellung von Handschuhen aufgegeben. Nach dem Ankauf durch die Stadt Ober-Ramstadt wurde 1979 der Auftrag zur Herstellung eines Bürgerzentrums vergeben und in die Verantwortung des Verein für Heimatgeschichte gelegt, die Einweihung erfolgte im Mai 1984.[469]

Weitere Mühlen
| Name der Mühle                                                 | Erste Nennung | Anmerkungen |
| -------------------------------------------------------------- | ------------- | --- |
| Neue Schloßmühle                                               | 1839          | heute einziger Mühlenbetrieb in Südhessen (Matthes) |
| Helgertsmühle (Helgen = die Heiligen)                          | 1696          | Breitwieser, Simmermacher. Das Mühlengebäude wird seit 2005 als Künstleratelier genutzt. |
| Obere Eichelmannsmühle / Hannmichelsmühle                      | 1554          | 1662 wurde dem Friedrich Henrich Baumann die herrschaftliche Pulvermühle auf drei Jahre gegen 20 fl jährlichen Zins verliehen. Auch Hannmichelsmühle (Beiname der Fam. Breitwieser). 1960 wurde der Betrieb eingestellt. |
| Untere Eichelmannsmühle                                        | 1450          | Eigelmann. Mit Hammermühlenwehr, (Emich, Schneider) Auf dem Anwesen gründete 1906 August Rodenhäuser seine Kammfabrik. Ein Brand vernichtete in diesem Jahr das Wohnhaus, Scheune und Ställe.                            |
| Ehemalige Göpel-Ölmühle                                        | 1863          | Anwesen Wink, Göpel = Pferdeantrieb für Mahl- und sonstige mechanische Werke |
| Hammermühle (Eisenhammer)                                      | 1629          | mit Wasserrad und Mühlengetriebe (Breitwieser, Würtenberger) |
| Rauhmühle („Rawe Mulh“), zwei Mühlen                           | 1398          | Älteste urkundlich nachweisbare Mühle, gehörte den Grafen von Katzenelnbogen. Ruckers Mühle auch Schwaners-Mühle, Bero-Mühle, Rauchmühle (Breitwieser, Aug. Eis, Lenz, Bensch)                                           |
| Vereinigte Hirse- und Haferschälmühlen Müller & Göckel         | 1923          | Antrieb: E-Motor (Jakob Müller u. Karl Göckel = Verwandtschaft) |
| Hohe Rain Mühle (Mühle unter dem hohen Rain)                   | 1403          | auch Eis Mühle (Emich, Leonhard Eis u. Jakob Müller) |
| Waldmühle (Walkmühle)                                          | 1600          | Gehörte 1629 dem Landgrafen; 1834 und 1901 ist die Mühle völlig abgebrannt. 1842 Walthersmühle, Heinrich Walther (1781–1851)                                                                                             |
| Obere Schachenmühle (Schache = feuchter Wiesengrund, Flurname) | 1553          | 1700 auch Schleifmühle 1901 erwarben Philipp Wacker aus Dammheim (Pfalz) und Carl Dörr aus Wembach die Mühle von der Familie Wilhelm Breitwieser und errichteten dort die Fabrik Wacker & Doerr.                         |
| Mittlere Schachenmühle                                         | 1303          | Heil Eberharts Mühle, 1846 Bender Mühle, auch Burger Mühle. |
| Untere Schachenmühle                                           | 1629          | 1827 Krugs Mühle, auch Bender-Mühle, durch Teilung der Mittleren Schachenmühle entstanden |

Fürstlicher Jagdpavillon
- Der im Jahr 1845 im Auftrag vom Erbprinzen Ludwig III. errichtete großherzogliche Jagdpavillon, im Volksmund „Häuschen“ genannt, steht oberhalb des Kuhfalltor an der Ludwigseiche.[512] Das achteckige kleine Jagdhaus bestand ursprünglich aus zwei Stockwerken und ist im Herbst 1946 abgebrannt. Es wurde anstelle eines pilzförmigen Holztempels errichtet. An gleicher Stelle stand früher ein römisches Gebäude, das auf einem Hügelgrab errichtet war. Im unmittelbaren Bereich befinden sich sechs weitere Hügelgräber. Einer der Grenzpunkte des Wildbann Dreieich, die im Weistum genannt werden, ist der Ramisberg. Nach neueren Forschungen wird der Ramisberg an der Ludwigseiche vermutet. Der Wildbann wird 843 erstmals urkundlich erwähnt.[513] Heute ist der ehemalige Jagdpavillon gegen weiteren Verfall geschützt.[514][515]

Petri-Villa
- Die etwa 1850 erbaute und denkmalgeschützte Petri-Villa trägt den Namen ihres letzten Besitzers. Der erste Gebäudeteil wurde von dem Arzt Knös errichtet. Friedrich Alefeld, Arzt und Botaniker, wohnte ab 1. Juli 1867 in dem Haus und war ab 1868–1896 der Besitzer des Anwesens.[516] Nach Alefeld erwarb der Steinbruchbesitzer Louis Breitwieser das Gebäude und ließ es ab 1901 durch Anbauten erweitern. 1909 wurde die Villa von Philipp Ludwig Petri (1865–1932) aus Reinheim/Ueberau erworben.[517] Sein Nachkomme war Karl Wilhelm Heinrich Petri (1901–1992). 1945 richtete hier die US-Militärverwaltung für kurze Zeit ihre Kommandantur ein. Seit 1995 ist die Villa im Besitz der Stadt Ober-Ramstadt, wird seit dem Jahr 2000 als städtische Begegnungsstätte genutzt und bietet vielfältige Möglichkeiten der Kommunikation, Information, Bildung, Geselligkeit, Freizeitgestaltung, Beratung und Unterstützung besonders für ältere Menschen und Frauen.[518]

Hochwasserrückhaltebecken
- Am südlichen Ortsrand befindet sich das Hochwasserrückhaltebecken Ober-Ramstadt.

Kulturdenkmäler
- Siehe Liste der Kulturdenkmäler in Ober-Ramstadt

### Parks
An die Petri-Villa schließt sich der fast einen halben Hektar große Petri-Park an.
In der Nähe liegt der Hammergarten, in dem sich seit Mai 2008 ein Boulodrome befindet. Bei gutem, warmem Wetter ist dies ein beliebter Treffpunkt für Boulespieler.

### Natur und Schutzgebiete
An der Gemarkungsgrenze zu Darmstadt und Roßdorf befindet sich das Naturschutzgebiet „Großer und kleiner Bruch bei Roßdorf“.
Außerdem sind im Stadtgebiet zwei Natura2000-Gebiete geschützt: Im Nordwesten liegen „Wald und Magerrasen bei Roßdorf“ (FFH-Gebiet 6118-305).
Die Waldgebiete im Südosten in den Gemarkungen Ober-Ramstadt, Rohrbach und Wembach bilden eine Teilfläche des Natura2000-Gebietes „Buchenwälder des Vorderen Odenwaldes“ (FFH-Gebiet 6218-302)
Der Alte Basaltsteinbruch „Steinbuckel“ ist ein flächenhaftes geologisches Naturdenkmal. Ein weiteres Naturdenkmal ist das Vogelschutzgehölz „Walmersberg“ bei Rohrbach.

## Wirtschaft und Infrastruktur

### Flächennutzung
Das Gemeindegebiet umfasst eine Gesamtfläche von 4188 Hektar, davon entfallen in ha auf:
| Nutzungsart             | Nutzungsart             | 2011 | 2015 |
| ----------------------- | ----------------------- | ---- | ---- |
| Gebäude- und Freifläche | Gebäude- und Freifläche | 318  | 313  |
| davon                   | Wohnen                  | 210  | 210  |
|                         | Gewerbe                 | 29   | 29   |
| Betriebsfläche          | Betriebsfläche          | 28   | 26   |
| davon                   | Abbauland               | 11   | 11   |
| Erholungsfläche         | Erholungsfläche         | 21   | 25   |
| davon                   | Grünanlage              | 5    | 6    |
| Verkehrsfläche          | Verkehrsfläche          | 294  | 295  |
| Landwirtschaftsfläche   | Landwirtschaftsfläche   | 1720 | 1722 |
| davon                   | Moor                    | 0    | 0    |
|                         | Heide                   | 0    | 0    |
| Waldfläche              | Waldfläche              | 1761 | 1760 |
| Wasserfläche            | Wasserfläche            | 37   | 37   |
| Sonstige Nutzung        | Sonstige Nutzung        | 9    | 10   |

### Ansässige ehemalige und heutige Unternehmen
- G. F. Heim Söhne, Schildpattwarenfabrik, gegr. 1862. 1833 beginnt der Kammmacher Heim mit der Herstellung von reich verzierten Steckkämmen aus Schildpatt. Die erste Produktionsstätte wurde 1873 in der Darmstädter Straße Nr. 10 errichtet. Georg Friedrich Heim Junior gründete die erste Fabrik im Jahr 1898 in der Ernst-Ludwig-Straße 1 u. 3. Das neue Postgebäude in der Ernst-Ludwig-Straße 9 gehörte der Firma G. F. Heim Söhne. Nach 1908 wurde das Zweigwerk in der Bahnhofstraße 14 in Betrieb genommen. Dieses Gebäude wurde um 1895 vom Schuhmacher Georg Heinrich Schanz (1862–1929) als Produktionsstätte errichtet, er war verheiratet mit Elisabetha Heim. In der Nacht vom 26. auf den 27. September 1911 brach in der Firma ein Brand aus.[521] Im Jahre 1912, als der Betrieb sein 50-jähriges Jubiläum zu einer Zeit der Blüte des Werkes feierte, waren 185 Personen beschäftigt.[522] Um 1929 war der Schwiegersohn Karl Friedrich Daab (1884–1950) Mitinhaber der Firma. Die Betriebskrankenkasse der Firma wurde am 1. Juli 1938 aufgelöst und ging in die AOK über. Von 1912 bis 1968 führte Georg Friedrich Heim III. den Betrieb. Das Produktsortiment umfasst heute Löffel, Salatbestecke, Zangen, Eieruhren, Tabletts, Messerbänkchen usw. Die Familie Huse führt das Unternehmen heute bereits in der 5. und 6. Generation.[469][523]
- Bereits im Jahr 1776 wurden am Roßberg (Mahrberg) Steine gebrochen. Um die Jahre 1860 gab es mehrere „Steinlöcher“ und später kleine Steinbrüche, darunter auch einer der Firma Nicolay, in denen Pflaster- und Chausseesteine hergestellt wurden, Nicolay gilt im Allgemeinen als Begründer des Steine-Abbaus am Roßberg.[524] Die früheren Nicolay’schen Steinbrüche wurden um 1870 von Friedrich Alefeld erworben.[525][526][527] Sein Sohn August Wilhelm Jakob Alefeld (1848–1887) erwirbt 1873 den von seinem Vater gegründeten Steinbruch Alefeld'sche Hartsteinwerke am Roßberg und führte um 1884 einen Gärtnereibetrieb.[528][529][530][531] Das seit 1887/88 der Firma Ludwig u. Peter Breitwieser & Co.[532] und Gebrüder Leferenz gehörige (früher August Alefeld'sche) Basaltwerk Roßberg ist 1898 in der von ihnen gegründeten Aktiengesellschaft Odenwälder Hartstein-Industrie aufgegangen, die ihren Sitz in Ober-Ramstadt, Darmstädter Straße 31, hatte; 1904 wurde der Sitz nach Darmstadt, Rheinstraße 12 ½, verlegt. Generaldirektor war Philipp Leferenz, Direktor war Karl Breitwieser.[533][534][535] 1899 versorgte der Kaufmann Carl Breitwieser VI. die Betriebsangehörigen mit Getränken. Das Verwaltungsgebäude in der Darmstädter Straße 31 wurde 1904 verkauft an W. Keck, den Herausgeber der Odenwälder Nachrichten. Das Grundstück wurde später für den Erweiterungsbau des neuen Rathauses genutzt. Die letzte Sprengung im Steinbruch erfolgte 2021. Heute bietet das Gelände der Tier- und Pflanzenwelt ein ungestörtes Rückzugsgebiet.
- 1889 gründeten die Gebrüder Barth das Eisenwerk Waldmühle – Maschinenfabrik u. Eisengießerei. Hergestellt wurden Steinschleifmaschinen, Transmissionen, Schwungräder und Schurscheiben.
- Größter Arbeitgeber vor Ort sind die 1895 hier gegründeten Deutschen Amphibolin-Werke (DAW) mit rund 5.600 Beschäftigten weltweit, davon rund 1.400 am Standort Ober-Ramstadt. DAW ist der viertgrößte Farbenhersteller Europas und der größte Baufarbenhersteller Deutschlands. Bekannte Marken und Produkte von DAW sind vor allem Caparol und Alpina. Die in Ober-Ramstadt produzierte Dispersionsfarbe Alpinaweiß, ist nach Betriebsangaben Europas meistverkaufte Innenfarbe und in Deutschland die bekannteste Dispersionsfarbe überhaupt.[536] Das Werk prägt die Stadt bis heute und verhalf ihr zum Beinamen „Stadt der Farben“.[537]

- Die Präzisions-Messwerkzeugfabrik Breitwieser & Keller GmbH & Co. Kg. (BUKO) ist 1898 von Georg Breitwieser und Heinrich Keller gegründet worden, das Gebäude in der Roßdörfer Straße 15 wurde 1913 errichtet.[538] Vor 1971 übernahm die Firma G. L. Rexroth GmbH den Betrieb. Die Bosch-Tochter Bosch Rexroth, Mannesmannstraße 1, stellt Druckventile, Steuerungselemente und Zwischenbleche für Industriehydraulik her.[539]
- Hyperolin-Farbwerk Ober-Ramstadt, gegründet 1899 von Mathias Ernst Richard Deininger aus Chemnitz. Inhaber der Firma von 1901–ca. 1921 waren Wilhelm Curt Michael aus Chemnitz und Carl Georg Oehmichen (1865–1941) aus Mügeln/Sachsen.[540] Die Firma befand sich auf einem Teil des Geländes der heutigen Deutsche Amphibolin-Werke und stellte wetterbeständige Kaltwasserfarben für Innen- und Außenanstriche her.[541][542]
- Die Küchenmöbelfabrik Schröbel war einst deutschlandweit bekannt. In den besten Produktionszeiten größter Arbeitgeber in Ober-Ramstadt mit bis zu 500 Mitarbeitern. Ludwig Schröbel (1858–1917) baute 1901 die Schreinerei in der Bahnhofstraße auf, seit 1881 betrieb er seine Schreinerei im Elternhaus, in der Schießbergstraße 23. Nach der Weltwirtschaftskrise erreichte die Produktion den Höhepunkt mit 30.000 Küchen pro Jahr. Am 14. Januar 1937 zerstörte ein Großfeuer die Möbelfabrik Schröbel.[543] Die Firma unterhielt 1939 einen eigenen Spielmannszug.[544] Anfang der 1970er Jahre konnte die Küchenmöbelfabrik nicht mehr mit dem Zeitgeist mithalten und die Produktion lief aus.[469][545]
- Im Jahr 1901 wurde auf dem Gelände der Schachenmühlen (Wilhelm Breitwieser) bei Nieder-Ramstadt die Fa. Wacker & Doerr errichtet. Das Grundstück liegt auch heute noch zum Teil auf der Ober-Ramstädter und auch auf der Nieder-Ramstädter Gemarkung. Gegründet wurde die Firma am 1. Dezember 1891 in Darmstadt, Müllerstraße 31 vom Drechslermeister Philipp Wacker aus Dammheim/Pfalz und dem Kaufmann Carl Dörr aus Ober-Ramstadt/Wembach. Ihr Ziel war die Herstellung und der Vertrieb von Holz- und Hartgummidrechslerarbeiten vornehmlich für die Chirurgie und die gerade neu in Erscheinung getretene Elektrotechnik. Der Betrieb der Firma wurde Ende 1994 eingestellt.[546]
- Ehemaliges Industriegelände „Das Ochsenbruch“ 1916–1993. 1916 gründete Max Konrad Walbinger[547] im Flur „Das Ochsenbruch“ die „Deutsche Munitionsfabrik Max Walbinger“. Walbinger war bis 1911 Teilhaber an der „Patronenhülsenfabrik Walbinger, Meuschel & Co.“ in Bischweiler im Elsass. Produziert wurden in Ober-Ramstadt zuerst in einigen angemieteten Räumen der Küchenmöbelfabrik Schröbel Zünder für Sprenggranaten für den Ersten Weltkrieg. Anschließend verlegte er die Produktion in die stillgelegte Kammfabrik (heute Restaurant Goldene Nudel) Nieder-Ramstädter Straße 48. Dazu gehörte auch das zweistöckige Wohnhaus, Nieder-Ramstädter Straße 52. Auch die Turnhalle des TV 1877 ist zeitweise für Munitionszwecke genutzt worden. Erst im April 1916 errichtete er die Firma „Im Ochsenbruch“ deren Eigentümer er bis 1921 war. Auch wurde zu jener Zeit dort eine neue Konstruktion von Flugzeugtragflächen ausprobiert, die aber nicht mehr zu einer Fabrikation führte.[548] Bis Kriegsende beschäftigte der Betrieb über 1000 Personen, zuletzt überwiegend Frauen.[549] Nach dem Ende des Ersten Weltkrieges verlegte sich Walbinger erfolglos auf die Herstellung von Jagdmunition und Schreibmaschinen (Senator), das Unternehmen ging 1921 in Konkurs und wurde von der Tellus AG Frankfurt übernommen.[550] Walbinger war dann bis 1925 Inhaber der „Ober-Ramstädter Haarschmuck- und Celluloidwarenfabrik“ – Max Walbinger, die er von Albert März übernommen hatte. Die Fabrik befand sich an der Nieder-Ramstädter Straße 50 (heute Shell-Tankstelle), welche 1929 über die Vereinsbank Ober-Ramstadt verkauft wurde.[551][552] 1921 übernahmen die Falcon Automobilwerke aus Sontheim bei Heilbronn die Fabrik „Im Ochsenbruch“ und produzierten dort ab 1922 zwei Automobiltypen, den CA 6 und den T 6.[553][554] Die Produktion der Schreibmaschinen wurde 1923 eingestellt. Inflation und ausländische Konkurrenz machten den Falcon Werken das Leben schwer. Die Geschäftsstelle war in der Leuschnerstraße 31. 1925 musste das Werk Insolvenz anmelden und die Fabrikation 1926 einstellen. Am 30. Oktober 1926 gründete Hans Gustav Röhr und der Ingenieur Joseph Dauben mit finanzieller Hilfe der MIAG, deren Vorstandsvorsitzender Hugo Greffenius (1876–1954) verantwortlich für die finanzielle Einlage war, die Röhr-Autowerke AG, Ober-Ramstadt. Im stillgelegten Werk der Falcon Automobilwerke begann 1927 unverzüglich die Produktion des Röhr 8. Das erste Auto lief im Frühjahr 1927 als Röhr 8 Typ R 8/40 PS vom Band. Technisch der Zeit um 10 Jahre voraus, war das Auto ein wirtschaftlicher Reinfall. Im Jahr 1927 wurde auch die Werkfeuerwehr gegründet. Mit der Weltwirtschaftskrise endete 1931 Hans Gustav Röhrs Engagement in Ober-Ramstadt mit dem Konkurs.[555] Das Werk wurde am 26. Juni 1931 am Amtsgericht Darmstadt zwangsversteigert und von der Schweizer Holdinggesellschaft für Automobilwerke A.G., mit Sitz in Davos, erworben. Ab 27. Juni 1931 konnte die Produktion unter dem Firmennamen Neue Röhr-Werke AG mit zwei Automobiltypen, dem Röhr 8 und dem Röhr Junior, 1931–1935 fortgeführt werden (ca. 600 Beschäftigte und 5 Werkswohnungen). 1934 arbeitete der Schweizer Ingenieur Arnold Theodor Zoller für die Röhr-Werke. Im März 1935 endete auch diese Epoche des Automobilbaus in Ober-Ramstadt mit dem Konkurs.[469][556][557][558] Die Schulden der Röhr-Bürgschaft belasteten die Gemeindekasse bis 1952. Die Herren Ernst Noll und Josef Monnard, die Röhr als Mitarbeiter kennengelernt hatten, pachteten Gebäudeteile des vormaligen Reparaturbetriebs und hielten bis 1939 mit etwa 70 Leuten den Service für Röhr-Wagen aufrecht. 1936 interessierte sich der Flugzeug- und Automobilkonstrukteur Gottlob Espenlaub für die Nutzung des Werksgeländes. 1937 übernahm die Mühlenbau und Industrie Aktiengesellschaft (MIAG) das Werksgelände und stellte u. a. Kräne, Gabelstapler und Flurförderfahrzeuge her. Nach der Besetzung von Ober-Ramstadt durch die US-Truppen im März 1945 beschlagnahmte die US-Militärbehörde den Betrieb und richtete ein Werk für Reifenrunderneuerung, Erneuerung von Gummistollen an Panzerketten und die Gummiarmierung der Laufräder für Panzer ein. Die Fabrik (Tire-Depot) war das einzige Werk für die in Europa stationierten US-Truppen. 1953 gab die MIAG, der nur begrenzte Räumlichkeiten geblieben waren, den Standort Ober-Ramstadt auf und verlegte die Produktion in das Hauptwerk nach Braunschweig.[559] 1972 übernahmen die Gebrüder Bühler die MIAG. 1979/1980 wurde der Betrieb aus der Verantwortung der US-Armee genommen und an die Mainz Industries Panzerwerke GmbH (kurz. MIP), später MIP Instandsetzungsbetriebe GmbH, übergeben. Im Jahr 1983 verkaufte Bühler die Liegenschaft an den Bund. Das Werk ist 1993 wegen des Abzugs der US-amerikanischen Truppen geschlossen worden. 2008 erwarb die Stadt das Gelände und begann im Jahr darauf, nach einem Teilabriss, mit der Bebauung von Wohnhäusern, einem unterirdischen Regenüberlaufbecken sowie sozialen- und Freizeiteinrichtungen. Mit der Einweihung des ehemaligen Pförtnerhauses am 8. Juli 2023 sind die offiziellen Baumaßnahmen auf dem ehemaligen Industriegelände abgeschlossen.
- Im Jahr 1921 gründete Ernst Friedrich Rodenhäuser eine Kammmacherei in Dorf-Erbach im Odenwald. Einige Jahre später verlegte er die Produktion nach Ober-Ramstadt, zunächst in die Ammerbachstraße 45 (Fa. Rodenhäuser & Fey) und dann in die Alicestraße 25. Hier wurden Steck- und Haarkämme aus Schildpatt und Celluloid gefertigt, bis etwa Mitte der 1930er Jahre. Dann stellte er die Produktion auf Schreibgeräte, wie Druck- und Drehbleistifte sowie Füllfederhalter um. Diese wurden aus Röhrenmaterial wie Celluloid, Hartgummi und Bakelit auf Kunststoffdrehbänken gefertigt. In dieser Zeit entstand das Berufsbild des Füllhalterdrehers, der seine Hochzeit bis etwa Mitte der 1950er Jahre hatte. Anfang der 1950er Jahre wurde dann die Spritzgießfertigung eingeführt (überwiegend Plexiglas). Nach seinem Tod im Jahre 1951 (Absturz im Aufzugschacht des neuen Fabrikgebäudes † 9. Juli 1951) führten die Söhne Ernst und Ludwig die Produktion weiter und führten diese zum Höhepunkt, mit einer täglichen Fertigung von 6.000 Füllfederhaltern mit 150 Beschäftigten. Im Jahr 1958 trennten sich die beiden. Der jüngere Sohn Ludwig übernahm die Firma Reform-Füllfederhalter-Fabrik in Nieder-Ramstadt, verlegte die Hälfte der Produktion nach dort und produzierte noch drei Jahrzehnte Schreibgeräte unter der Marke ERO. Ca. 1994 erlosch die Firma (HR 3552). Der ältere Sohn, Ernst, führte die Firma in Ober-Ramstadt weiter und produzierte Schreibgeräte unter der Marke RODUR. Mitte der 1970er Jahre wurde die Produktion auf technische Kleinteile umgestellt und die Fertigung von Füllhaltern und Kugelschreibern trat in den Hintergrund. Am 8. Juli 2004 ließ er die Firma aus dem Handelsregister (HRA 4204) löschen und begab sich in den Ruhestand. 2005 verkaufte er das 1951 errichtete Produktionsgebäude, das umgebaut und heute als Wohnhaus genutzt wird.
- Das WEBA-Werk (Werkzeug- und Lehrenbau) wurde 1941 von Georg Martin Breitwieser gegründet. Er war der Sohn von Georg Breitwieser, dem Gründer der Präzisions-Messwerkzeugfabrik Breitwieser & Keller (BUKO). Es wurden Hydraulikteile für die Junkers Flugzeug- und Motorenwerke in Dessau gefertigt. Nach Ende des Zweiten Weltkriegs wurde die Produktion eingestellt und das Werk bis 1948 treuhänderisch der US-Militärverwaltung unterstellt. Ab 1949 begann die Herstellung von Nähmaschinen. Diese Maschinen konnten sich auf Anhieb im Konzert der großen Mitbewerber Anker, Gritzner, Haid & Neu, Adler, Pfaff und Phönix behaupten. Seit Ende der 1950er Jahre ist die Firma wieder in dem Bereich der Herstellung von Hydraulikteilen, Vorrichtungen und Präzisionsteilen tätig.[560]

### Verkehr
Ober-Ramstadt liegt an der B 426 und der Landesstraße L 3104 und ist durch die Odenwaldbahn an Darmstadt, Frankfurt am Main sowie Erbach und Eberbach angebunden.
Die Buslinien O, Mo1 und 678 (nur Spätverkehr) verbinden Ober-Ramstadt mit Darmstadt, Modautal, sowie Fischbachtal und Roßdorf. Die Stadtbuslinien OR1 und OR2 sind in der Stadt Ober-Ramstadt stündlich ebenso unterwegs wie das kommunale Ruftaxi „midKom“.
Eine schon im Jahr 1953 geplante Ortsumgehung führt seit 2001 im Süden an Ober-Ramstadt vorbei. Die Ortsdurchfahrt wurde in den Jahren 2006 bis 2008 erheblichen Umbaumaßnahmen unterzogen, die zur Verkehrsberuhigung beitragen sollen. In weiteren Baumaßnahmen soll unter anderem ein drittes Parkhaus in der Nähe des Rathauses entstehen. Bereits jetzt existiert jeweils ein Parkhaus im „Zentrum am Rathaus“ und im „Zentrum am alten Markt“.
Seit einiger Zeit gibt es Planungen, die eine zweite Umgehung im Osten der Stadt zum Ziel haben. Begründet wird diese Umgehung mit der Ausweisung von größeren Gebieten für den Wohnungsbau im sogenannten „MIAG-Gelände“ und von „Eiche-Ost-Ost“ bis 2015. Um diese Trasse zu verhindern wurde eine Bürgerinitiative gegründet, da diese befürchtet, dass Verkehr aus dem Umland angezogen werden könnte.

### Medien
In Ober-Ramstadt ansässig sind (waren) folgende Medien:
- Die Odenwälder (Neueste) Nachrichten (seit 1899) ist eine unabhängige Lokalzeitung, in der auch die „Amtlichen Bekanntmachungen der Stadt Ober-Ramstadt“ mitgeteilt werden, sie erscheint freitags.
- Odenwälder Kleine Presse[561]
- Der Kurier. Das kostenlose Anzeigenblatt erschien freitags.[562]

### Gesundheit
Es sind neben einer ärztlichen Notdienstzentrale in der Hammermühle (schloss am 21. Dezember 2012, seit Dezember 2015 ist dort wieder die DRK-Sozialstation eingerichtet) mit Feiertags- und Wochenendbereitschaft Mediziner folgender Fachrichtungen in Ober-Ramstadt ansässig:
- Allgemeinmedizin
- Augenheilkunde
- Chirurgie, Unfallchirurgie
- Frauenheilkunde
- Hals-Nasen-Ohren-Heilkunde
- Innere Medizin
- Kardiologie
- Neurologie
- Psychoanalyse und -therapie
- Zahnmedizin

Weiterhin sind folgende Gesundheitsberufe vor Ort vertreten:
- Apotheken
- Hebammen
- Logopäden
- Krankengymnastik und Massage
- Hippotherapie

Seit 2013 befindet sich eine Rettungswache des Malteser Hilfsdienst, Baustraße Nr. 3, gegenüber der Feuerwehr.

### Öffentliche Einrichtungen

#### Kindergärten
- AWO-Kindergarten „Pusteblume“
- Evangelische Kindertagesstätten „Eiche“ und „Pfarrgarten“ in der Kernstadt sowie in den Stadtteilen Modau, Rohrbach und Wembach
- Kindertagesstätte „Nina und Phillipp Ackermann“ (Stiftung)
- drei Krabbelgruppen sowie ein Tagesmütter-Vermittlungsbüro

Die Ober-Ramstädter Kleinkinderschule (Kindergarten) wurde 1886, in der Amtszeit von Pfarrer Johann Georg von Wachter gegründet, befand sich im Anwesen Schulstraße 6, dem ehemaligen zweiten (1779) Schulgebäude, das im Jahre 1906 von der evangelischen Kirchengemeinde erworben wurde und in der sich auch die Krankenschwesternstation befand. Der AWO-Kindergarten befand sich früher auf dem Grundstück Georg-Sachse-Straße 15 und reichte bis zum Fröbelweg. Er wurde am 31. Aug. 1952 eingeweiht. Im Jahr 1978 erfolgte der Umzug in den Neubau Georg-Sachse-Straße 39.

#### Schulen
- Eiche-Schule[565]
- Hans-Gustav-Röhr-Schule
- Betreuende Grundschule (Schießbergschule)
- Georg-Christoph-Lichtenberg-Schule mit gymnasialer Oberstufe

In Ober-Ramstadt unterwies der Pfarrer Christoph Orth (1531–1607) von 1554 bis 1575 im Pfarrhaus die Kinder. Die erste Ober-Ramstädter Schule wurde im Jahre 1581 durch den Vater der hessischen Volksschule, den Superintendenten Johannes Angelus, ins Leben gerufen. 1867 wurde eine höhere Bürgerschule errichtet. Die Handwerkerschule (Gewerbeschule) ist 1887 gegründet worden. Die Geschichte der Ober-Ramstädter Schule ist im Aufsatz von Konrektor Franz Hahn ausführlich dargestellt.

#### Sporteinrichtungen
- Ballsporthalle Dieselstraße[574]
- Sportgelände In der Aue, 1926 von Mitgliedern des SPD-Ortsvereins und des Arbeiter-Turn- und Sportverein „Vorwärts“ errichtet[575][576]
- Großsporthalle Georg-Christoph-Lichtenberg-Schule
- Schulsport- und Trainingsanlage der Georg-Christoph-Lichtenberg-Schule
- Turnhalle der Hans-Gustav-Röhr-Schule[577]
- Turnhalle der Eiche-Schule
- Sporthalle des TV 1877 e. V.[578]
- Sportgelände Modau
- Sportgelände Rohrbach
- Sportgeeignete Mehrzweckhallen in Modau, Rohrbach und Wembach-Hahn

#### Polizei
Die Polizeistation Ober-Ramstadt wurde am 6. Dezember 1874 errichtet und mit zwei Gendarmen des „Großherzoglich Hessischen Gendarmeriekorps“ besetzt. Die Station war in den Jahren 1882 mit einem und 1902 wieder mit zwei Gendarmen besetzt. Danach ist sie temporär geschlossen und am 1. April 1905 wieder eingerichtet worden. Vor 1875 waren zur Leistung des Sicherheitswache-Dienstes alle Ortsbürger vom vollendeten 26. bis zum vollendeten 48. Lebensjahr verpflichtet. Die Polizeidiener befanden sich ab 1859 im Wachthaus, das 1812 als Spritzenhaus neben dem alten Rathaus (heute Museum) errichtet wurde. Die staatlichen Gendarmen wurden ab 1905 durch kommunale Nachtschutzleute unterstützt. Im Jahre 1923 wurde das Gendarmerie Haus in der Baustraße Nr. 90 errichtet und im Oktober 1924 bezogen. 1955 wurde die Gendarmerie Station Ober-Ramstadt aufgelöst und in einer Großraumstation, im früheren Landratsamt in Darmstadt, Rheinstraße, eingegliedert. Die nach dem Krieg 1945
neu aufgestellte Gemeindepolizei bestand bis 1964 und hatte einen, schon seit 1929, Dienstraum im neuen Rathaus zur Verfügung. Die Stärke betrug am 1. Januar 1962 sechs Polizeibeamte. Nach deren Verstaatlichung 1965 erfolgte der Umzug 1967 in das Gebäude der früheren Knabenschule, später Kochschule, Darmstädter Straße Nr. 60. Im Jahr 1971 bezogen Feuerwehr, Polizei und DRK das neu errichtete Gebäude in der Brückengasse Nr. 2. Am 27. September 2019 wurde mit dem Neubau der Polizeistation am Nieder-Modauer Weg 1 begonnen. Der Umzug in das neue Dienstgebäude erfolgte am 23. November 2021 und die offizielle Übergabe an die Polizei war am 12. April 2022. Die Dienststelle gehört heute zum Polizeipräsidium Südhessen.

#### Brand- und Katastrophenschutz
Bereits im Jahre 1756 wurde eine Feuerspritze zum Preis von 23 Gulden angeschafft. Am 12. Nov. 1824 wird gemeldet, dass es keine Strohdächer mehr in Ober-Ramstadt gibt. Der Brandschutz und die allgemeine Hilfe in Ober-Ramstadt wird seit 1899 durch eine Freiwillige Feuerwehr in der Kernstadt sowie durch drei kleinere Freiwillige Feuerwehren in den Stadtteilen Modau, Rohrbach und Wembach-Hahn sichergestellt. Das im Jahre 1812 erbaute Spritzenhaus am alten Rathaus (heute Museum) wurde ab 1859 als Wachthaus benutzt. In diesem Jahr wurde ein neues Spritzenhaus (heute Ausstellungsraum der Kunststoffgeschichte) errichtet. 1929 erfolgte der Umzug in das neue Rathaus und 1971 an den heutigen Standort Brückengasse 2.
Die Gründung der Feuerwehr ging aus der schon vorher bestandenen Pflichtfeuerwehr hervor, die auch weiterhin nach 1899 noch bestehen blieb. Zur Bekämpfung von Bränden waren in der Prälat-Diehl-Straße auf dem alten Marktplatz, nahe dem alten Rathaus – heute Museum der Stadt – und auf dem Schießberg, neben der Schule, Löschteiche angelegt.
Im Stadtteil Wembach-Hahn ist seit 1984 ein Ortsverband des Technischen Hilfswerks angesiedelt.

#### Sonstige
- Waldhof, gemeinnützige GmbH, Wohnen für Menschen mit Behinderungen
- Stadtbücherei
- Begegnungsstätte Petri-Villa (im Jahr 2000 eröffnet)
- Museum Ober-Ramstadt (1964)
- Freibad (1927) von Mitgliedern der (Ober-Ramstädter Turnerschaft e. V. = TV 1877, TGS 1900 u. Arbeitersportverein Vorwärts) Schwimmbadgesellschaft e. V. errichtet[591][592][593][594][595]
- Naturfreundehaus (1950 eröffnet)
- Prälat-Diehl-Haus (1953 Grundsteinlegung, 1954 Einweihung)[596]
- Städtisches Jugendzentrum Trio (1992 eröffnet)

## Ehrenbürger und Persönlichkeiten

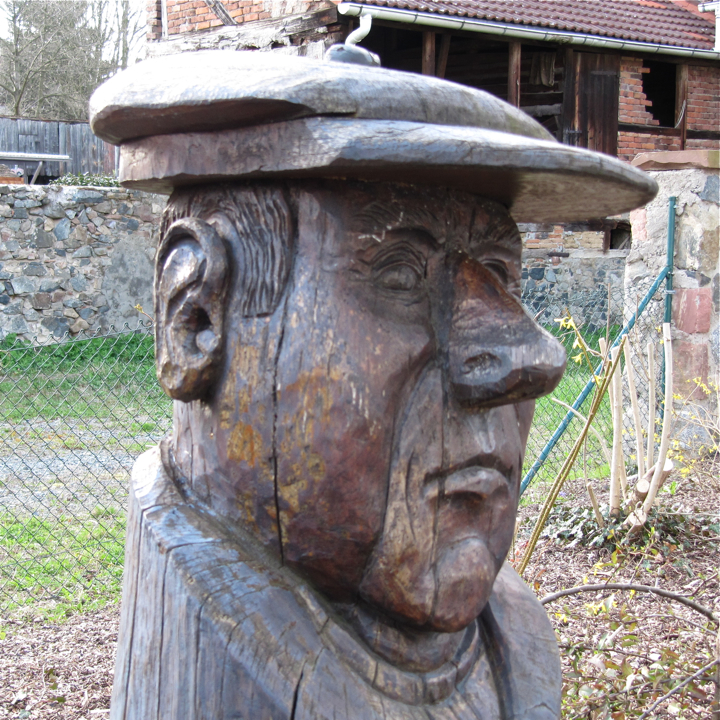
Owwer-Rämschder Stecher

- Johann Conrad Lichtenberg (1689–1751), Pfarrer in Neunkirchen und Ober-Ramstadt (1729–1745), ab 1745 Erster Stadtprediger in Darmstadt und ab 1749 Superintendent.
- Ludwig Christian Lichtenberg (1737–1812), deutscher Physiker und Herausgeber.
- Georg Christoph Lichtenberg (1742–1799), deutscher Schriftsteller, Experimentalphysiker und Philosoph.[600]
- Friedrich Heyer (1793–1856), Forstmeister, nach ihm wurde die Heyerstraße benannt.[601]
- Justus Walther (1807–1858) war ein in Ober-Ramstadt geborener Ökonom und Politiker, Abgeordneter der 2. Kammer der Landstände des Großherzogtums Hessen.
- Friedrich Alefeld (1820–1872) war ein deutscher Arzt und Botaniker und lebte bis zu seinem Tode in Ober-Ramstadt. Nach ihm wurde die Alefeldstraße benannt.
- Johann Georg von Wachter (1822–1904), Pfarrer, unter ihm wurde 1886 die Kleinkinderschule gegründet.[602][603][604]
- Johann Georg Goebel (1830–1900), Fabrikant der „Gandenberger’sche Maschinenfabrik Georg Goebel“ in Darmstadt, in Ober-Ramstadt geboren.[605][606]
- Eduard Hechler (1838–1910), geboren in Rohrbach, Architekt und Baubeamter
- August Fritz (1843–1895), Tier- und Landschaftsmaler. Begleitete häufig Großherzog Ludwig IV. als Maler auf dessen Jagdreisen. In Ober-Ramstadt geboren.
- Karl Josef Kleber (1852–1942), Lokaldichter.[607]
- Wilhelm Neuroth (1856–1940), Musiker, Dirigent, Vorsitzender des Odenwälder Musiker-Verbandes.
- Daniel Bonin (1861–1933), Gymnasialprofessor und Historiker (Waldenserforscher), Ehrenbürger (1899) der Waldensergemeinde Rohrbach, geboren in Rohrbach.[608]
- Heinrich Perron, Ehrenbürger (1900) der Waldensergemeinde Rohrbach, geboren in Rohrbach.[609]
- Willy Hof (1880–1956), Industrieller, Verkehrsplaner, Mitgründer und erster Geschäftsführer des Vereins HaFraBa, gilt als einer der Väter der deutschen Autobahnen. Er lebte bis zu seinem Tode in Ober-Ramstadt.[610]
- Georg Wink (1894–1967), 1945–1963 Landrat im Landkreis Darmstadt. Er förderte die Gründung des Schuldorf Bergstraße und lebte bis zu seinem Tode in Ober-Ramstadt.
- Hans Gustav Röhr (1895–1937), einer der fortschrittlichsten deutschen Automobilkonstrukteure, gründete in Ober-Ramstadt die Röhr Auto AG.
- Georg Wilhelm Philipp Friedrich Ganß (1898–1976) Leiter der Klassik-Abteilung des Bertelsmann-Konzerns zu Ariola-Eurodisc, in Ober-Ramstadt geboren.[611]
- Georg Karl Ludwig Breitwieser (1900–1965), Grafiker und Lehrer, Gründungsmitglied der expressionistischen Vereinigung „Die Dachstube“. In Ober-Ramstadt geboren.
- Werner Walter Deparade (1900–1973), Ehrenbürger (1965) von Ober-Ramstadt.[612]
- Otto Bendorf, * 1902 in Ober-Ramstadt † 1988 in den USA, Inhaber der Verdienstplakette der Stadt Ober-Ramstadt (1960).[613]
- Karl Schlechta (1904–1985), war ein deutsch-österreichischer Nietzsche-Forscher und Herausgeber (sog. „Schlechta-Ausgabe“ der Werke Nietzsches).
- Luigi Nicolo Poggi (1906–1988), Bürgermeister der Schwesterstadt Cogoleto, Ehrenbürger (1979) von Ober-Ramstadt.
- Willy Potratz (1911–1992), Zeichner, nach ihm wurde der Willy-Potratz-Weg benannt. Er ist der geistige Vater des Logos Owwer-Rämschder Stecher.
- Franz Radomicki (1912–1981), Mitglied des Hessischen Landtags.
- Julius Bendorf (* 1915 in Ober-Ramstadt; † 2016 in den USA), Überlebender des Holocaust, Ehrenbürger (2011) von Ober-Ramstadt.[614]
- Georges Royer († 2016), Bürgermeister der Schwesterstadt Saint-André-les-Vergers, Ehrenbürger (1975) von Ober-Ramstadt.
- Alex Berton, Bürgermeister der Schwesterstadt Pragelato, Ehrenbürger (1976) von Ober-Ramstadt.
- Franz Würtenberger, Kreisbrandinspektor, Ehrenbürger (1979) von Ober-Ramstadt.
- Giacomo Grattarola, Bürgermeister der Schwesterstadt Cogoleto, Ehrenbürger (1989) von Ober-Ramstadt.
- Richard Rohrbach (1921–1988) Inhaber der Verdienstplakette der Stadt Ober-Ramstadt.
- Ludwig Wilhelm Rodenhäuser (gen. Deärabbel), (1922–2019), Mundartdichter und Kolumnist.[615]
- Diethard Köhler (1926–1987), deutscher Biologe, Ethnologe und Hochschullehrer sowie Autor mehrerer heimatgeschichtlicher und genealogischer Werke, Köhler lebte in Ober-Ramstadt.
- Werner Bickelhaupt (* 1939), deutscher Fußballtrainer (unter anderem Nationalmannschaft von Thailand).
- Otto Weber (1940–2017), Mitbegründer des Vereins für Heimatgeschichte, des Museums und der Lichtenberg-Gesellschaft. Nach ihm wurde die Otto-Weber-Anlage am Museum benannt.
- Bernd Riege (* 1941), ehemaliger Abgeordneter des Hessischen Landtags.
- Gerhard Kleppinger (* 1958), deutscher Fußballtrainer und ehemaliger Profifußballer.[616]